# Centre hospitalier de Belfort
Le centre hospitalier de Belfort (anciennement hôpital civil de Belfort) est un ancien centre hospitalier créé en 1899 à Belfort, préfecture du Territoire de Belfort en France et fermé en 2017.
Il remplace un hôpital daté XVIe siècle, la ville possède des hospices mentionnés depuis 1349.
Modernisé et agrandi à de multiples reprises entre les années 1920 et 2000, il fusionne administrativement avec le centre hospitalier André-Boulloche de Montbéliard. Un nouvel hôpital est ouvert en 2017 à mi-chemin entre les deux villes à Trévenans. L'hôpital de Belfort est alors rasé pour céder sa place à de nouveaux projets immobiliers. Il en subsiste quelques éléments, notamment une chapelle.

## Localisation
L'hôpital était situé à proximité immédiate du centre-ville de la commune de Belfort, préfecture du département français du Territoire de Belfort dans la région Bourgogne-Franche-Comté.

## Histoire

### Hôpital des Poules (1347-1721)

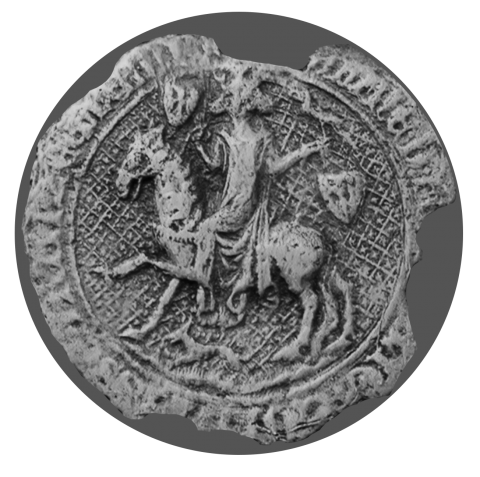
Sceaux de Jeanne de Montbéliard en 1349.

Le 2 mai 1349, la comtesse Jeanne de Montbéliard fonde l'hospice des Poules dans l'une de ses maisons près de la porte de l'horloge de la ville de Belfort et adossée au rempart. Le nombre de bénéficiaires est fixé à dix, il s'agit de pauvres et de nécessiteux. Le financement de l'hôpital est assuré par 13 prébendes dont une réservée au chapelain (également chanoine du collégiale de Belfort) qui assure des visites et quatre messes par semaine. Deux prébendes servent à payer les deux domestiques et les dix restantes à subvenir aux besoins des dix indigents. Ces prébendes provient de la taille et la dîme imposées aux habitants de Meroux. La comtesse fournie également le bois de chauffage,,,.
Cet hôpital est implanté dans un quartier en expansion de Belfort, près de la première enceinte et donnant sur la seconde, qui a été construite peu auparavant. Le lieu est donc soigneusement choisi, même si l'acte de fondation n'évoque pas de préoccupation urbanistique mais uniquement les motivations religieuses de Jeanne de Montbéliard, qui meurt l'année suivante. Par un jeu de succession, Belfort devient une possession autrichienne,.

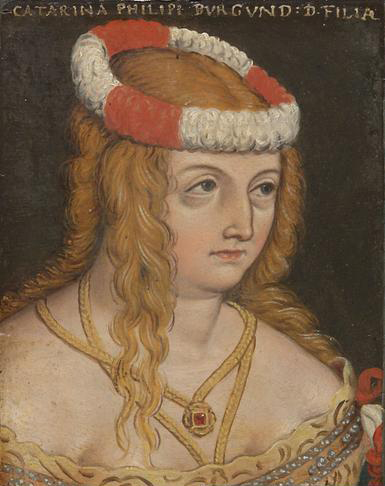
Portrait de Catherine de Bourgogne.

Le 25 novembre 1415, lors de la fête de la Sainte-Catherine, la duchesse Catherine de Bourgogne, souveraine de Belfort fait don à l'hôpital des Poules du moulin de l'Assise à Danjoutin. La donation inclut tous les revenus et dépendances mais aussi une close interdisant au chapelain en aucune manière vendre le moulin. Le prévôt, les chanoines et les successeurs de Catherine ont le devoir de veiller au respect de cette clause.
Après le mort de Catherine en 1425, le chapelain Hugues Briot (ou Birat), en service depuis 1420, décide en 1440 de céder au chapitre de la collégiale de Belfort la chapelle de l'hôpital, le moulin de Danjoutin, les censes et les dîmes de Meroux contre dix muids de blé et dix florins versés chaque année à la Saint Michel. Cette donation est approuvée par Guillaume de Hohenberg, grand bailli de l'archiduché d'Autriche mais désapprouvée par les autorités religieuses de tutelle. C'est pourquoi les chanoines sont contraints de renouveler leur approbation auprès de chaque nouvel archiduc jusqu'en juin 1636, date à laquelle Belfort est de nouveau rattaché à la France. Entretemps, la chapelle ne célèbre qu'une seule messe par an.
En 1687, débutent les travaux de modernisation des fortifications de Belfort par Vauban. La maison abritant l'hôpital étant adossée aux remparts, elle se retrouve menacée, sans compter le manque d'entretien et l'état de délabrement dans laquelle elle se trouve. Les chanoines décident de la vendre le 12 juillet 1690 pour 2 000 livres aux sieurs Jean Dufaux maître chirurgien et François Blétry marchand bourgeois (beau-frère du précédent). La somme payée sous forme de rente annuelle de 100 livres. Les chanoines décident d'accaparer les bénéfices de la vente et d'expulser les pauvres qui se retrouvent à la rue alors que l'accord passé le 28 juin 1690 avec le duc de Milleraie, duc de Mazarin et seigneur de Belfort prévoyait que l'argent devrait être réservé à de bonnes œuvres décidées par l'archevêque de Besançon, notamment à l'entretien des pauvres. Ces derniers trouvent finalement refuge à l'hôpital Sainte-Barbe fondé par les bourgeois de la ville.
Lors de la visite de l'archevêque de Besançon, François-Joseph de Grammont en 1717, les directeurs de l'hôpital Sainte-Barbe se plaignent de la situation. Choqué, l'archevêque réunit les chanoines et les directeurs. Il décide de fusionner l'hôpital des Poules et l'hôpital Sainte-Barbe.

### Hôpital Sainte-Barbe (1550-1899)
Un autre hospice est fondé au milieu du XVIe siècle par des marchands bourgeois de Belfort. Cet établissement prend le nom d'hôpital Sainte-Barbe. Il connaît plusieurs agrandissements et rénovations. Pendant la Révolution française, en 1794, il devient l'hôpital civil de la ville à la suite de l'adoption de la loi de nationalisation des biens hospitaliers.
En 1871, après la guerre franco-prussienne et le siège de Belfort, la ville restée française accueille des réfugiés d'Alsace-Lorraine fuyant l'annexion par le Saint-Empire romain germanique et l'hôpital se retrouve saturé.

### Hôpital civil de Belfort (1899-2017)
En 1889, une commission municipale de la commune de Belfort étudie la création d'un nouvel hôpital dans la ville. L'année suivante, Belfort reçoit la visite du président de la République, Sadi Carnot qui décide d'accélérer le projet après avoir constaté les lacunes dont souffrait la ville.
Les travaux de construction des bâtiments démarrent le 2 mai 1895 sur les plans de l'architecte Gustave Roy avec l'aide de l'architecte de la ville : Pierre Cordier.

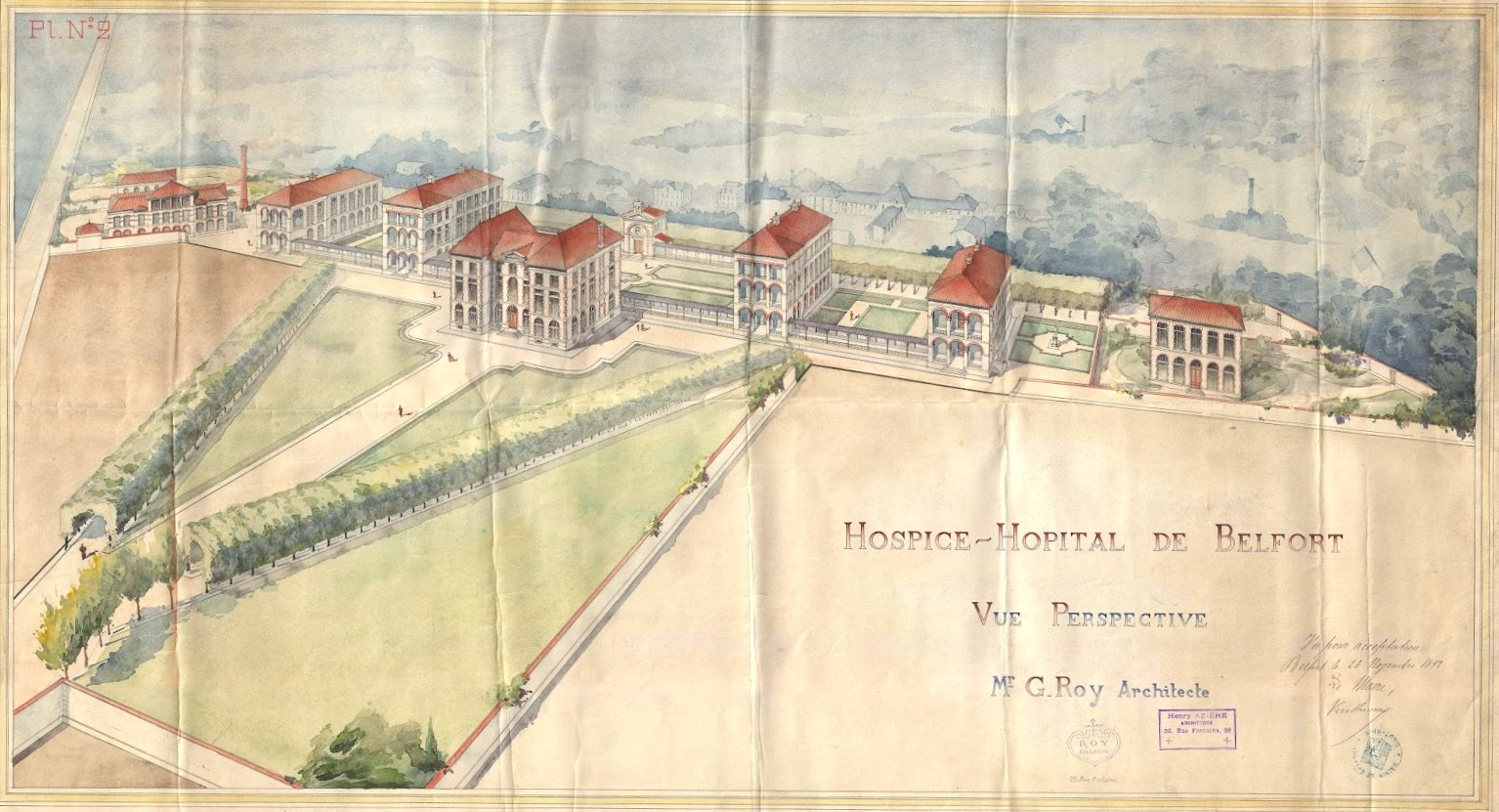
Perspectives architecturales du projet de construction.

Le nouvel hôpital civil de Belfort est ouvert en 1899, c'est un hôpital pavillonnaire constitué de bâtiments construits en pierres et briques rouges,.
Il est inauguré le 21 juin 1903 du présence de Léon Mougeot, ministre de l'Agriculture remplaçant le président de la République, Émile Loubet, qui n'a pas fait le déplacement.

Les bâtiments de 1899 après leur construction.
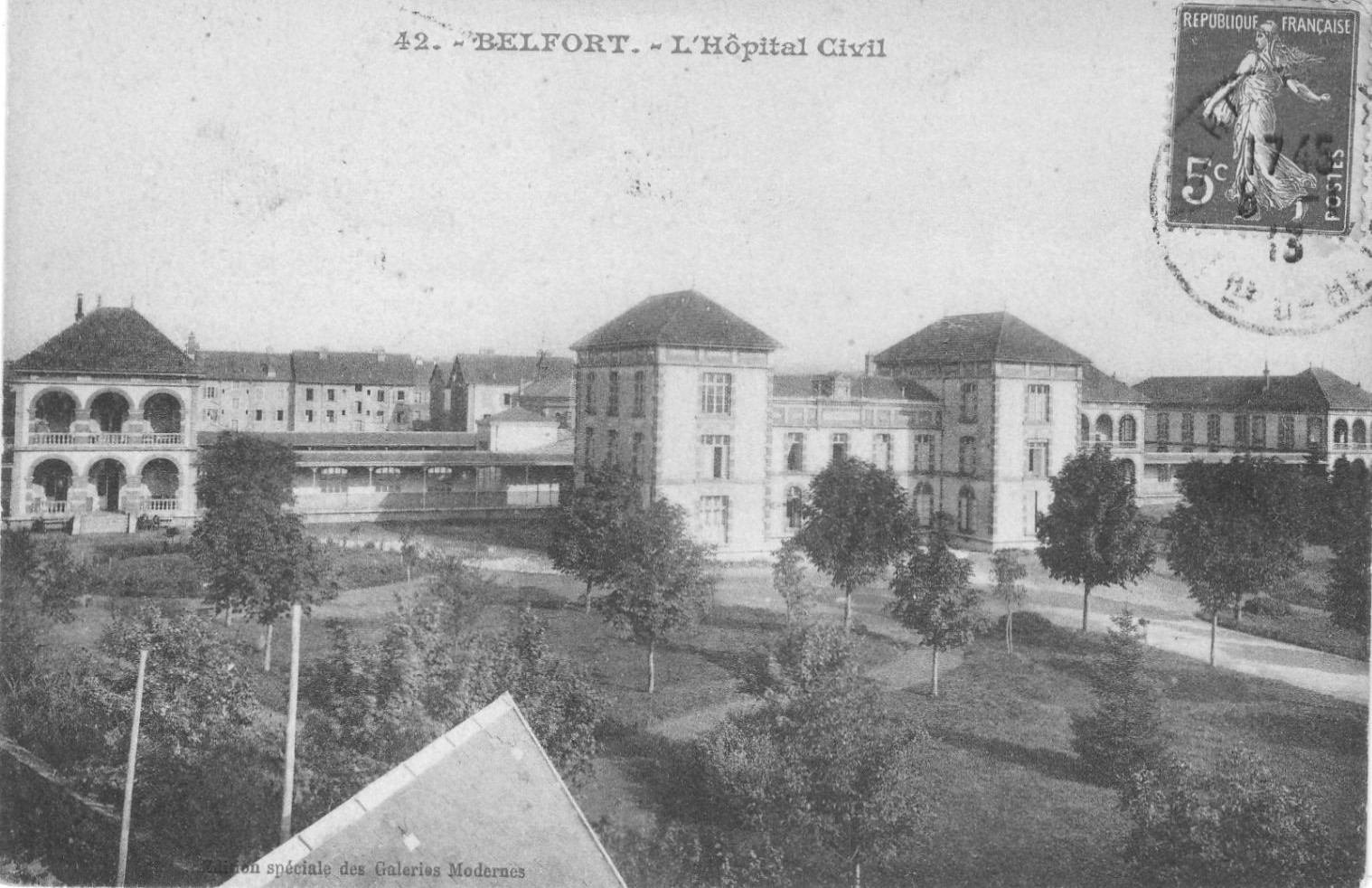
Vue générale.
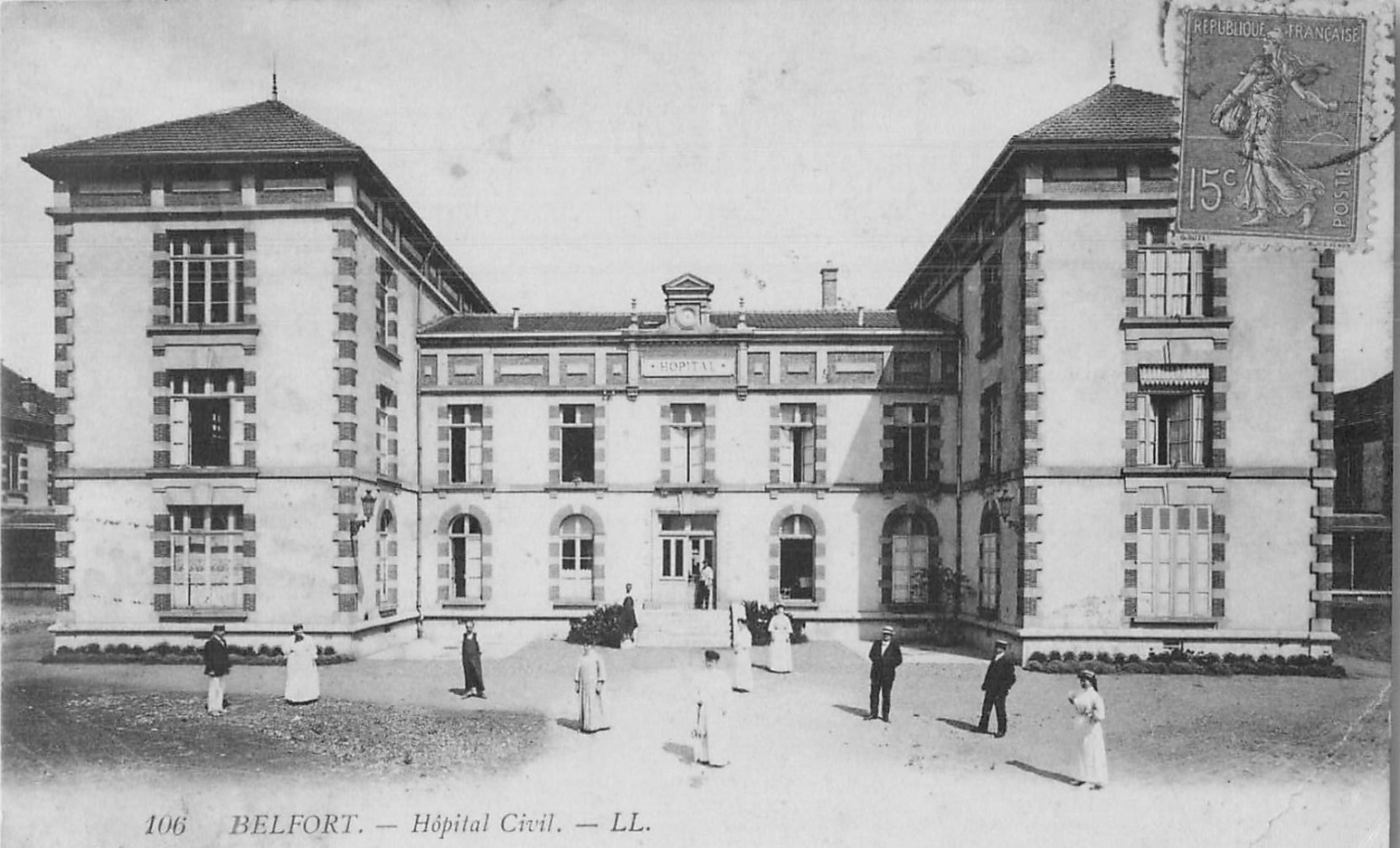
Ancien bâtiment administratif.
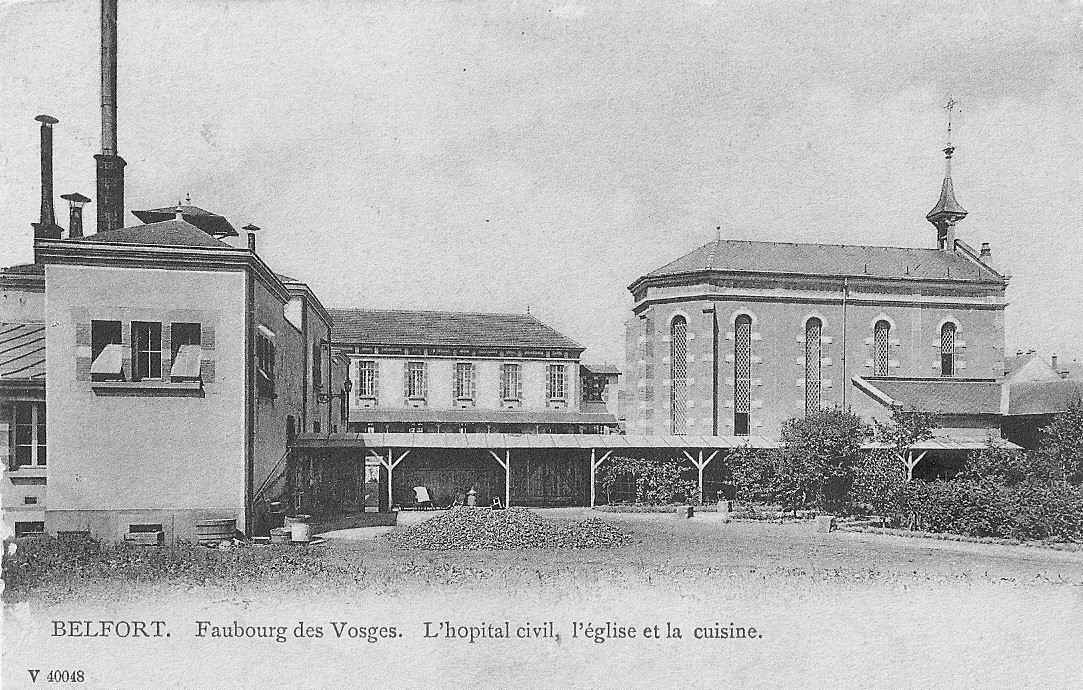
Cuisine et chapelle Saint-Antoine.

Les bâtiments (B et E) de 1899 avant leur démolition.
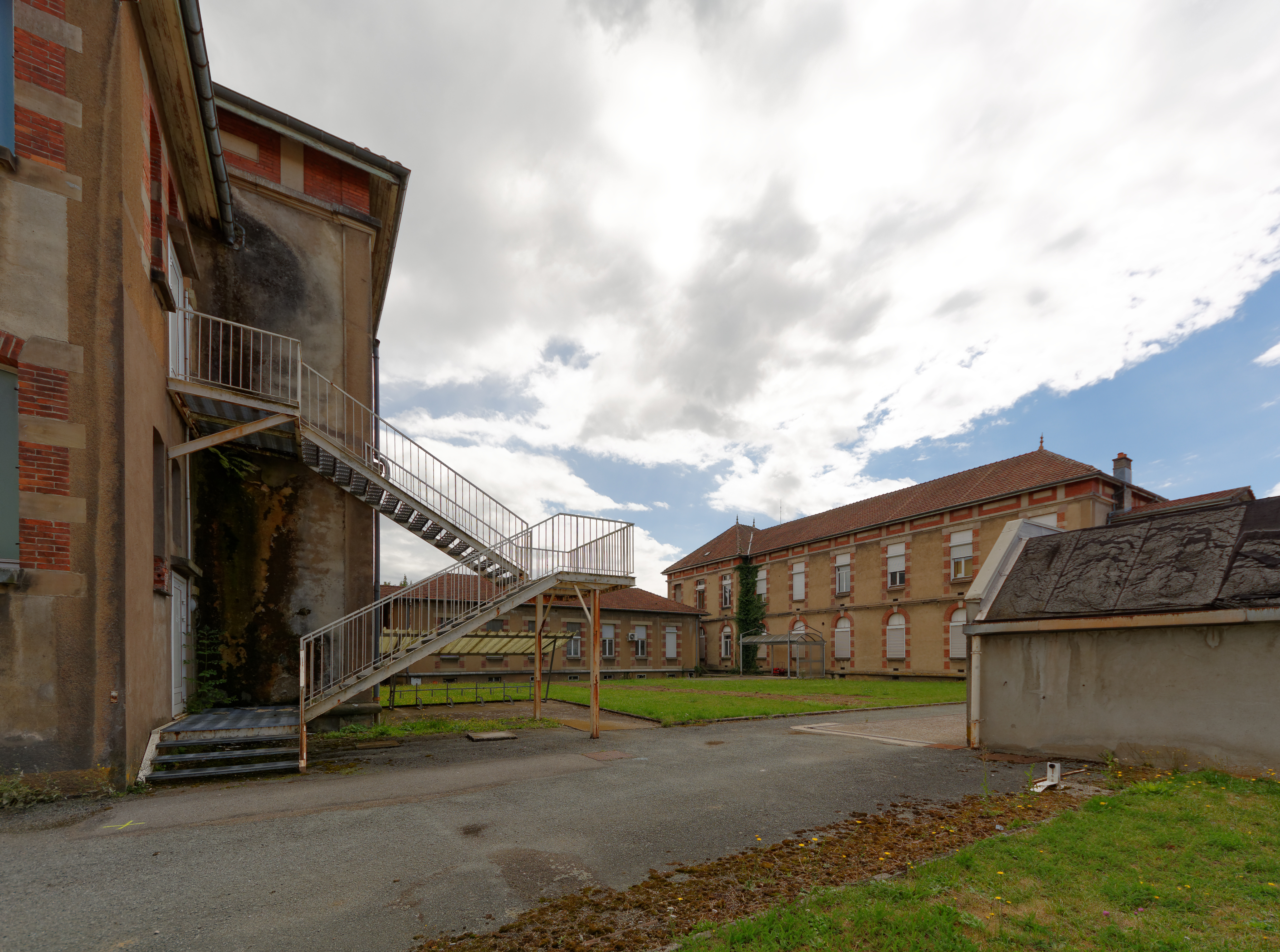
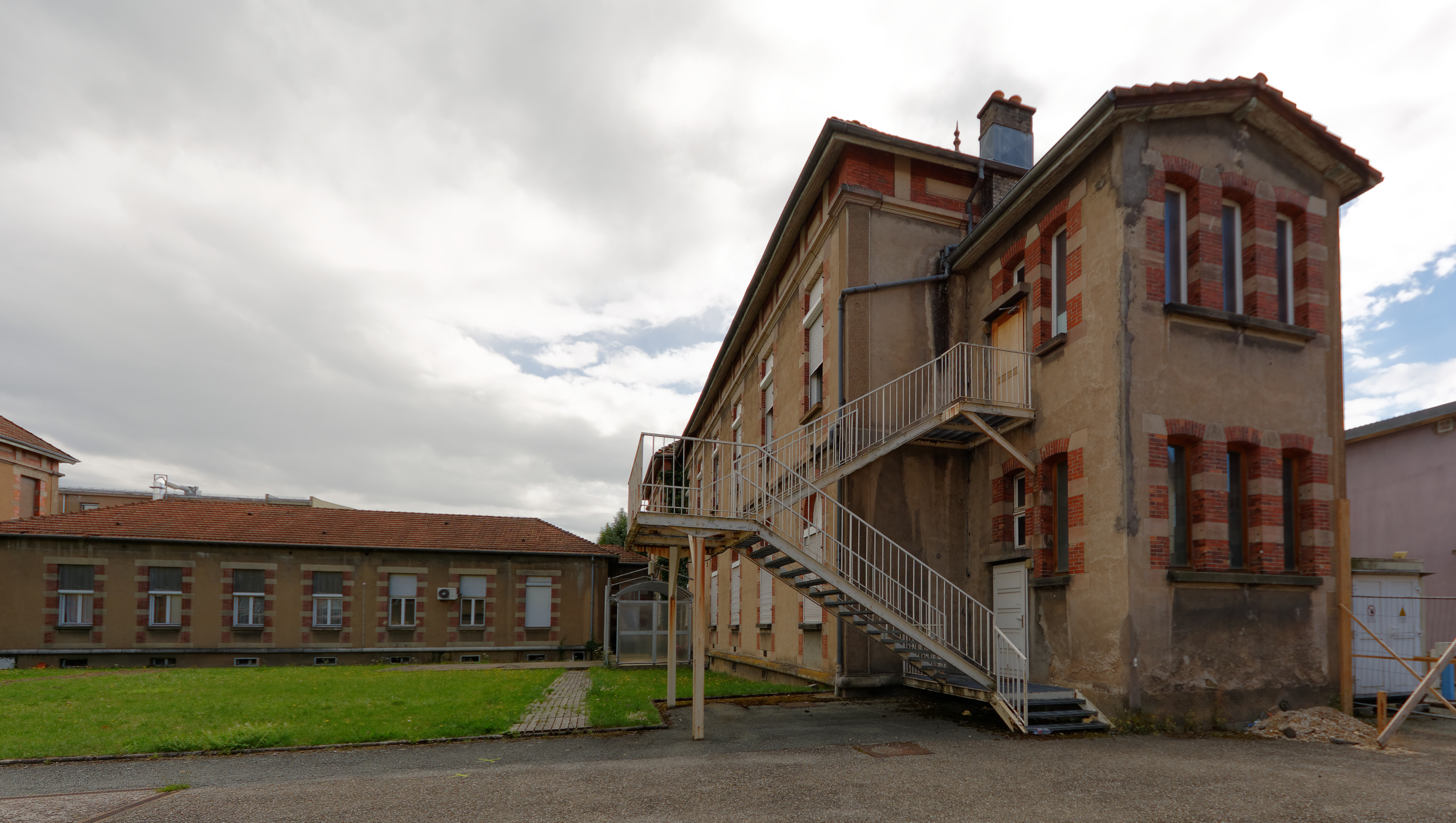
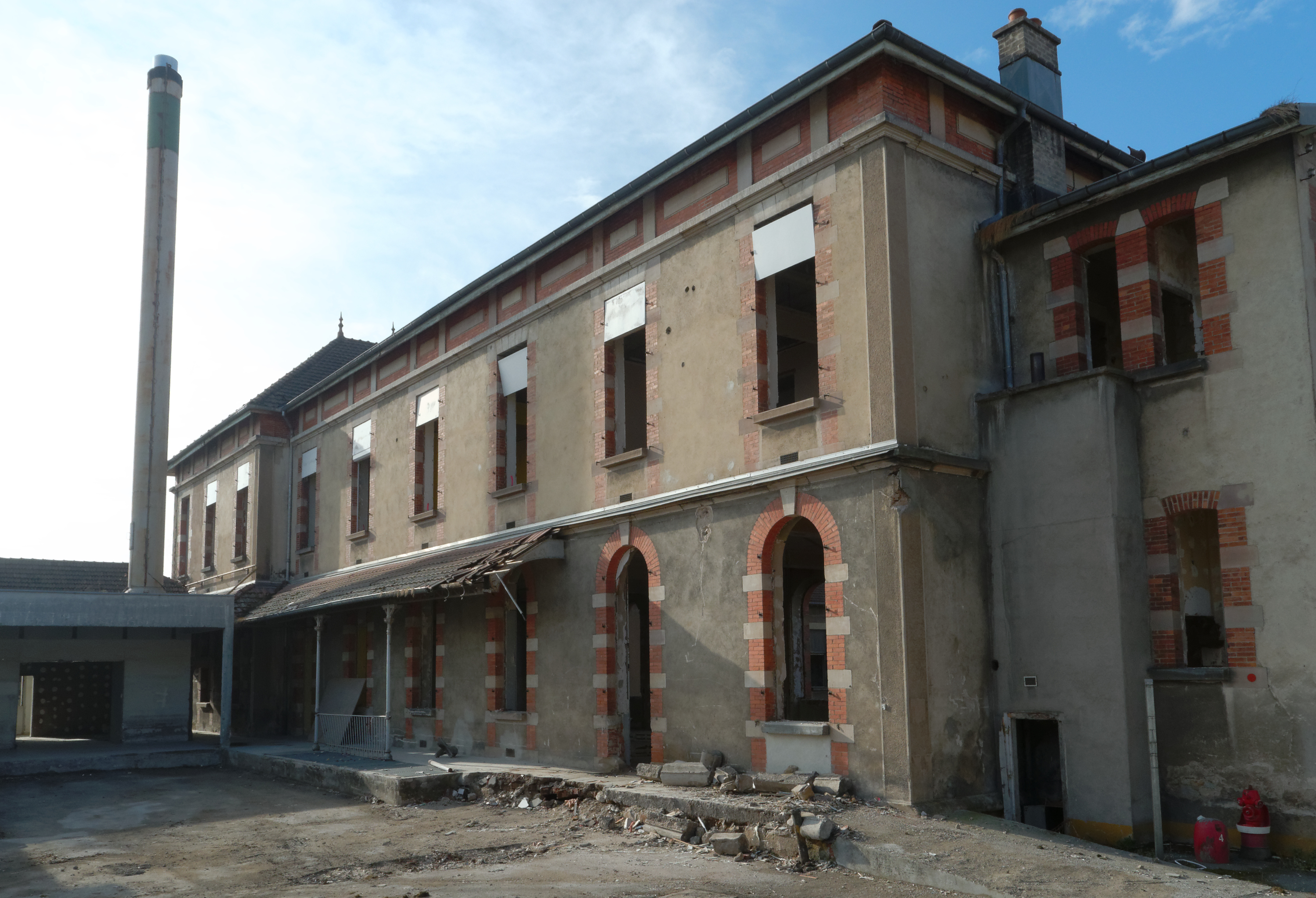

Un nouveau laboratoire de bactériologie est inauguré notamment par le maire Édouard Levy-Grünwald et le docteur Jules Lévy (médecin-chef de l'hôpital civil), le 7 août 1926 en même temps que la statue d'Edith Cavell (1865-1915), infirmière britannique fusillée par les Allemands pour avoir permis l'évasion de centaines de soldats alliés,.

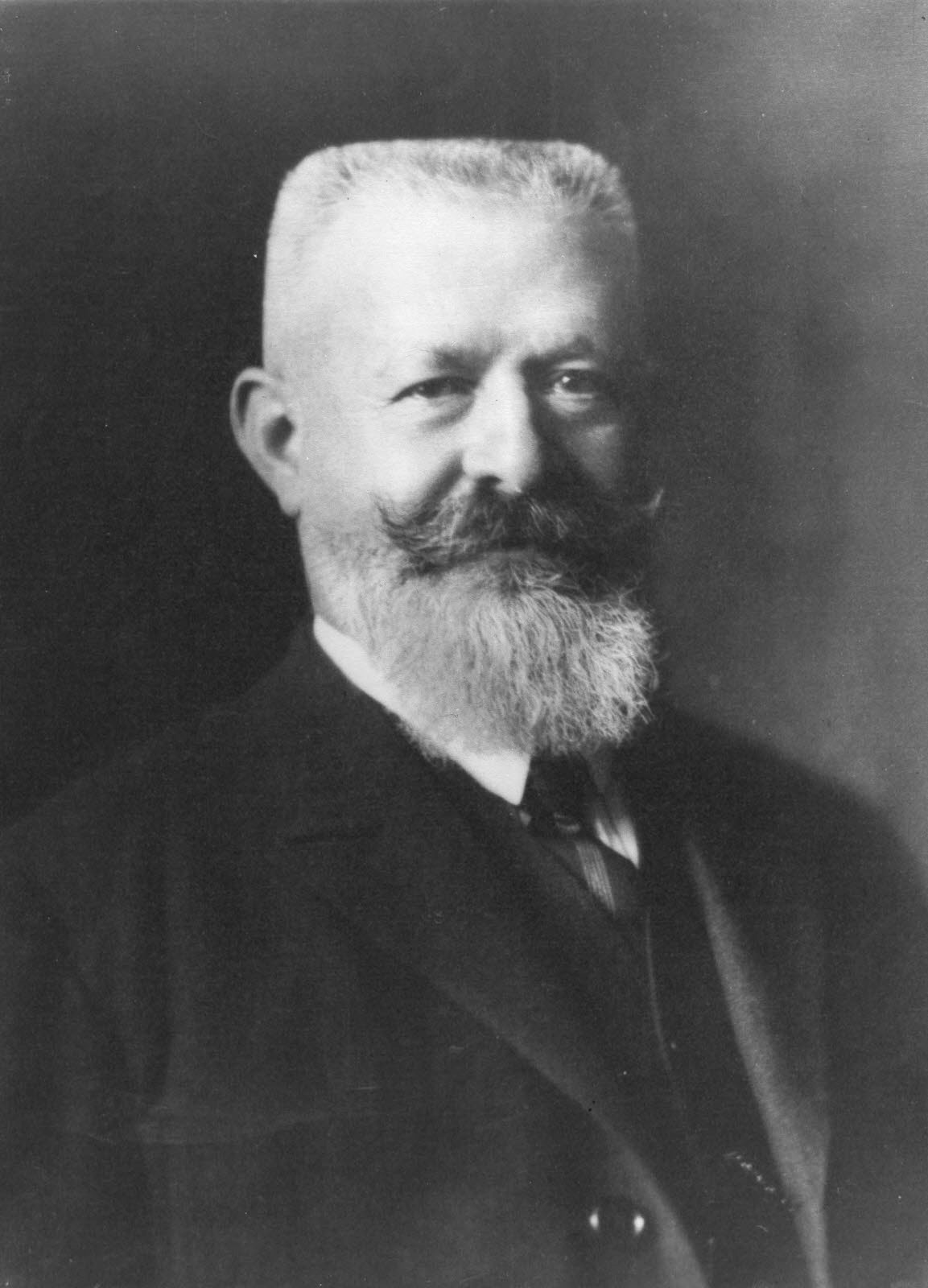
Edouard Levy-Grünwald.
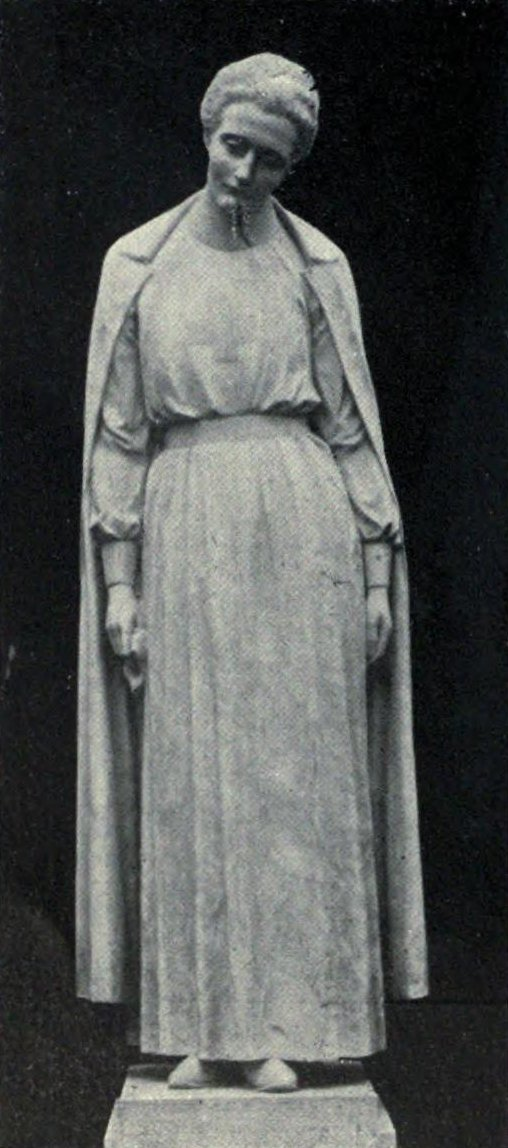
Statue d'Edith Cavell.

Le pavillon Levy-Gründwald est construit en 1930, il porte le nom de l'ancien maire de Belfort, mort en 1932 qui avait refusé qu'une rue porte son nom. La statue d'Édith Cavell est déplacée devant ce pavillon le 28 mai 1936 par la société Alstom (plus grande usine de la ville), encadrée par le chef des travaux de la commune.

Le bâtiment K, dit pavillon Levy-Gründwald.
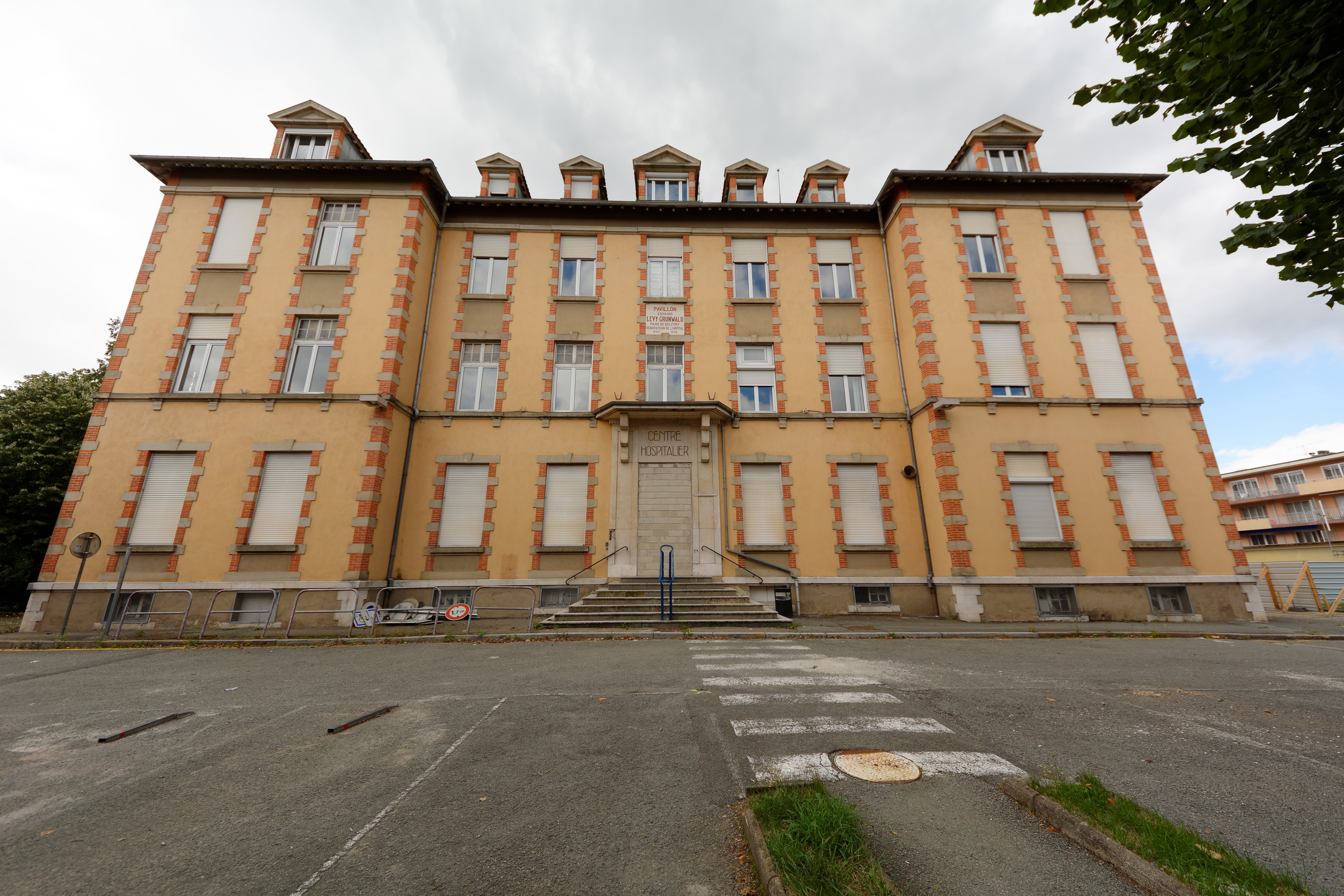
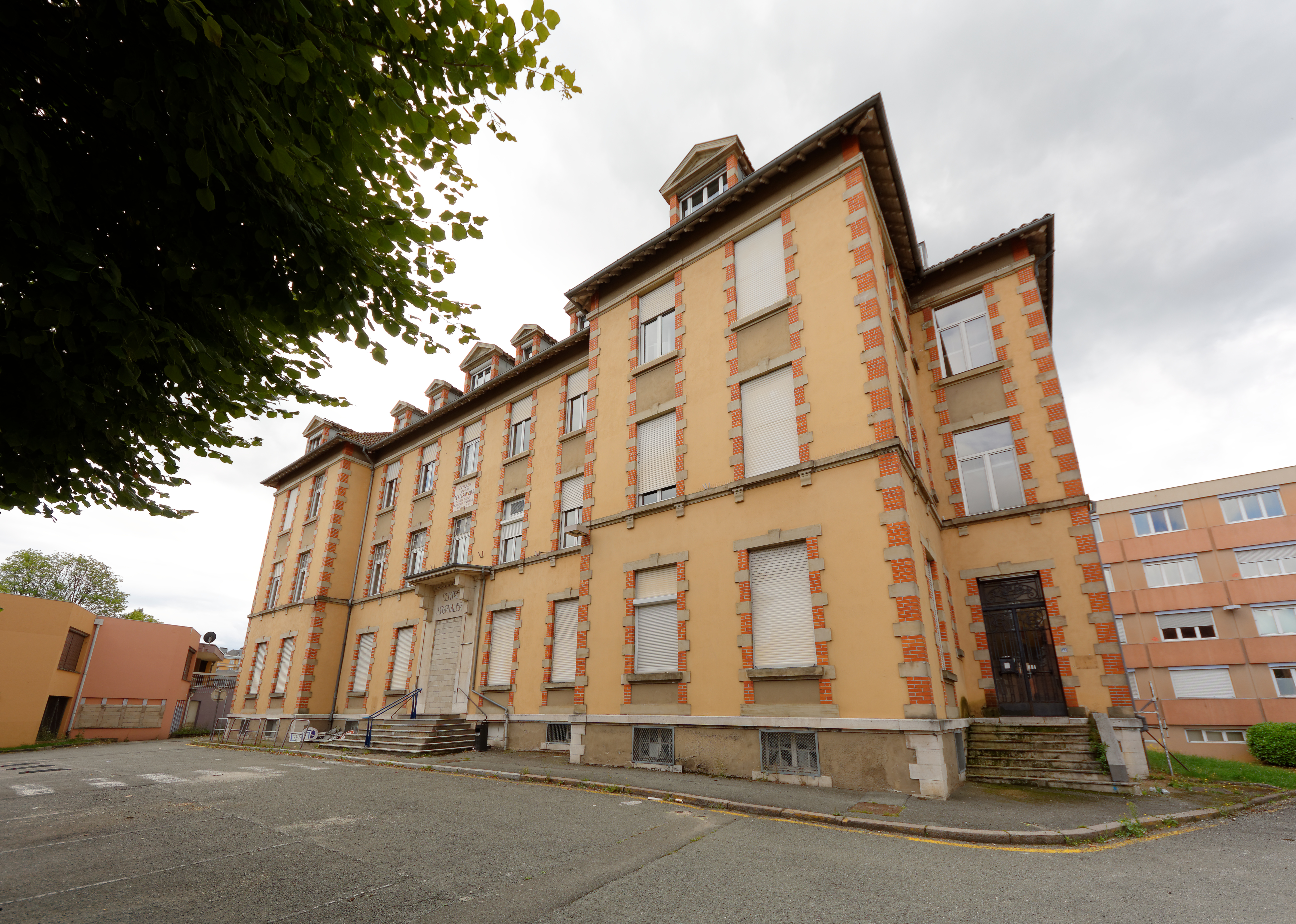
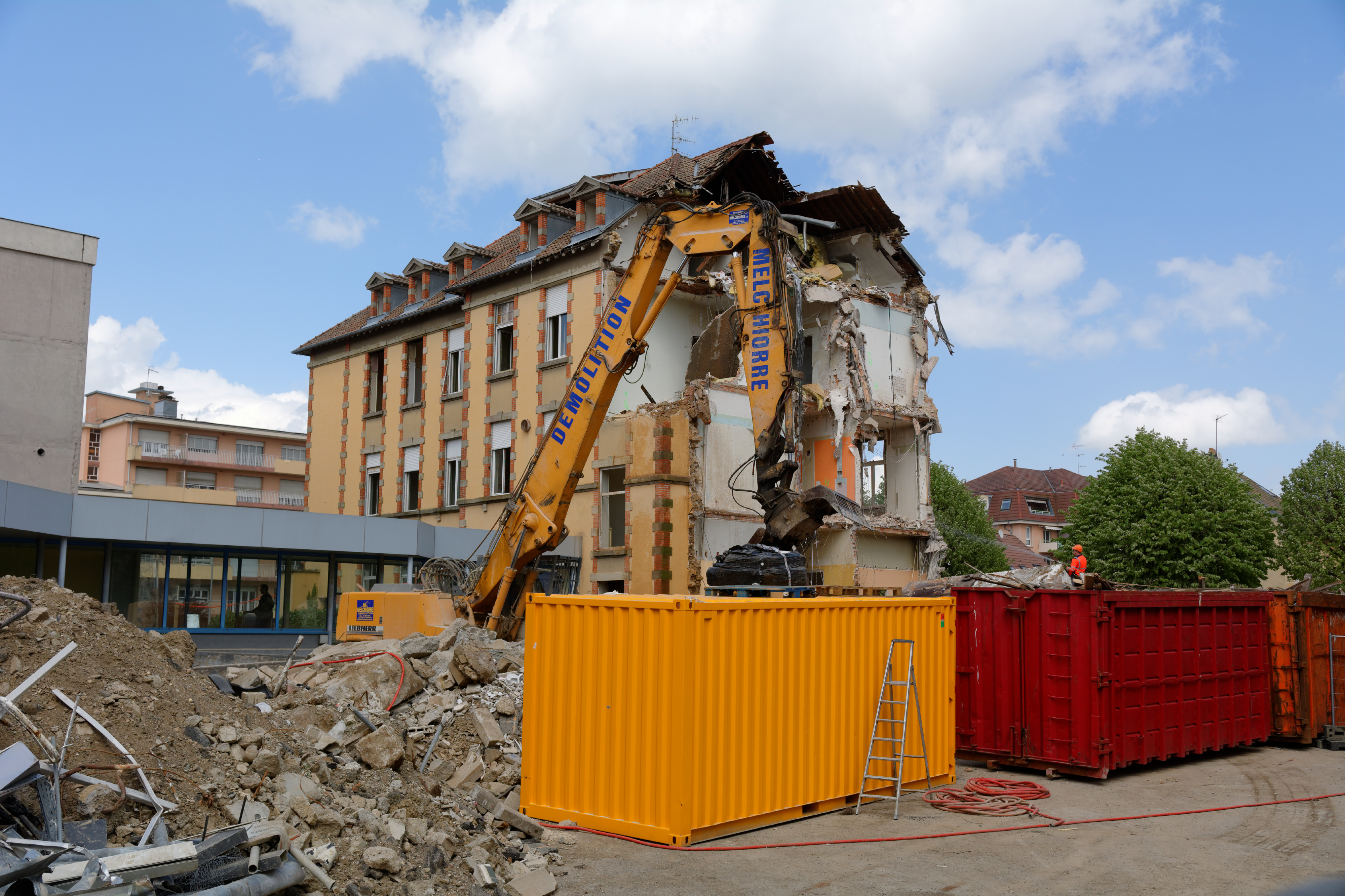
Démolition.

Sous l'Occupation, la statue d'Édith Cavell est vandalisée puis abattue par des Allemands. Elle est alors cachée dans l'hôpital par la direction aidée par deux pompiers et des civils. La Kommandantur exige dans la foulée la destruction du socle et l'effacement de toute trace au sol de son ancienne présence. Pendant la Libération, la statue est restaurée puis remise en place.
Une école d'infirmières est ouverte en 1956 sur le site. L'hôpital est profondément remodelé et réorganisé en 1966 lorsque le bâtiment administratif précédemment démoli cède sa place à un nouveau bâtiment médical en béton de type hôpital-bloc qui accueille les urgences, la maternité (y compris service des prématurés, gynécologie et blocs d'accouchement), l'ORL, l'OPH, un plateau technique et les services de chirurgie. Dans ce nouveau bâtiment, les vastes chambres collectives d'autrefois sont remplacées par des chambres comportant un seul ou deux lits. Deux ans plus tard, un service de psychiatrie est installé dans l'un des anciens bâtiments : le pavillon Levy-Gründwald.
Le site Pierre Engel d'une capacité de 360 litsde psychiatrie est créé à Bavilliers en 1969.
Le bâtiment USN ouvre en 1977 sur le site de l'hôpital (ORL, cardiologie, médecine générale). En 1978, un service cancérologie et de chimiothérapie équipé d'une bombe au cobalt voit le jour. L'année suivante est ajouté le service d'oncologie. En 1981 ouvre le plateau technique qui restera en activité jusqu'à la fermeture définitive de l'hôpital en 2017. Le SAMU est créé en 1985. De nouvelles chambres sont ajoutées à la fin de la décennie : la première tranche ouvre en 1988 (180 lits en pédiatrie, médecine interne et diabéto-endocrinologie) puis la deuxième tranche en 1990 avec l’installation des services de néonatologie, de pneumologie et de gastroentérologie. Le service d'accueil et d'urgences pédiatriques (SAUP) est créé dans le pavillon Levy-Gründwald.

Les bâtiments des années 1970-1980.
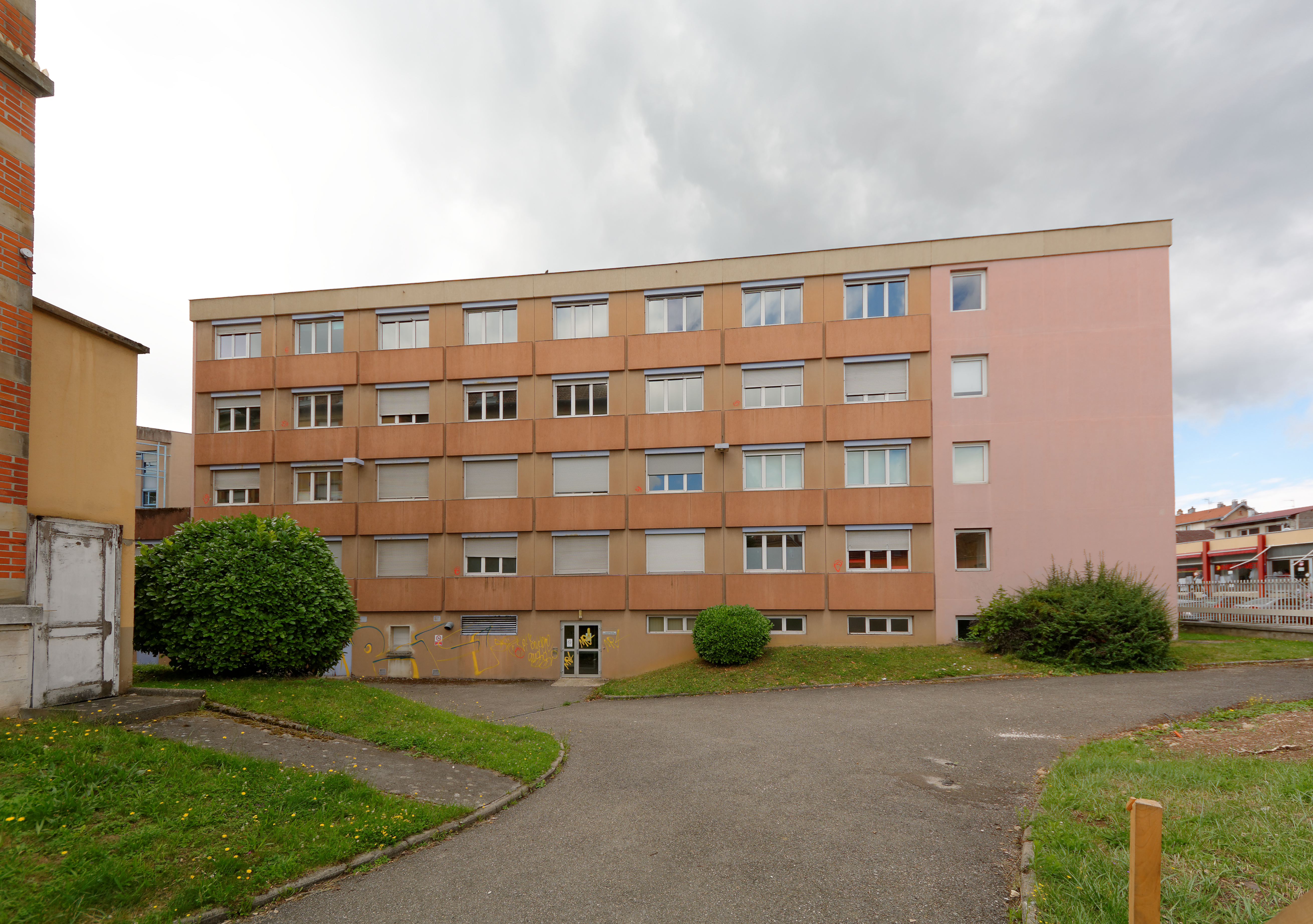
Bâtiment H depuis le bâtiment K.
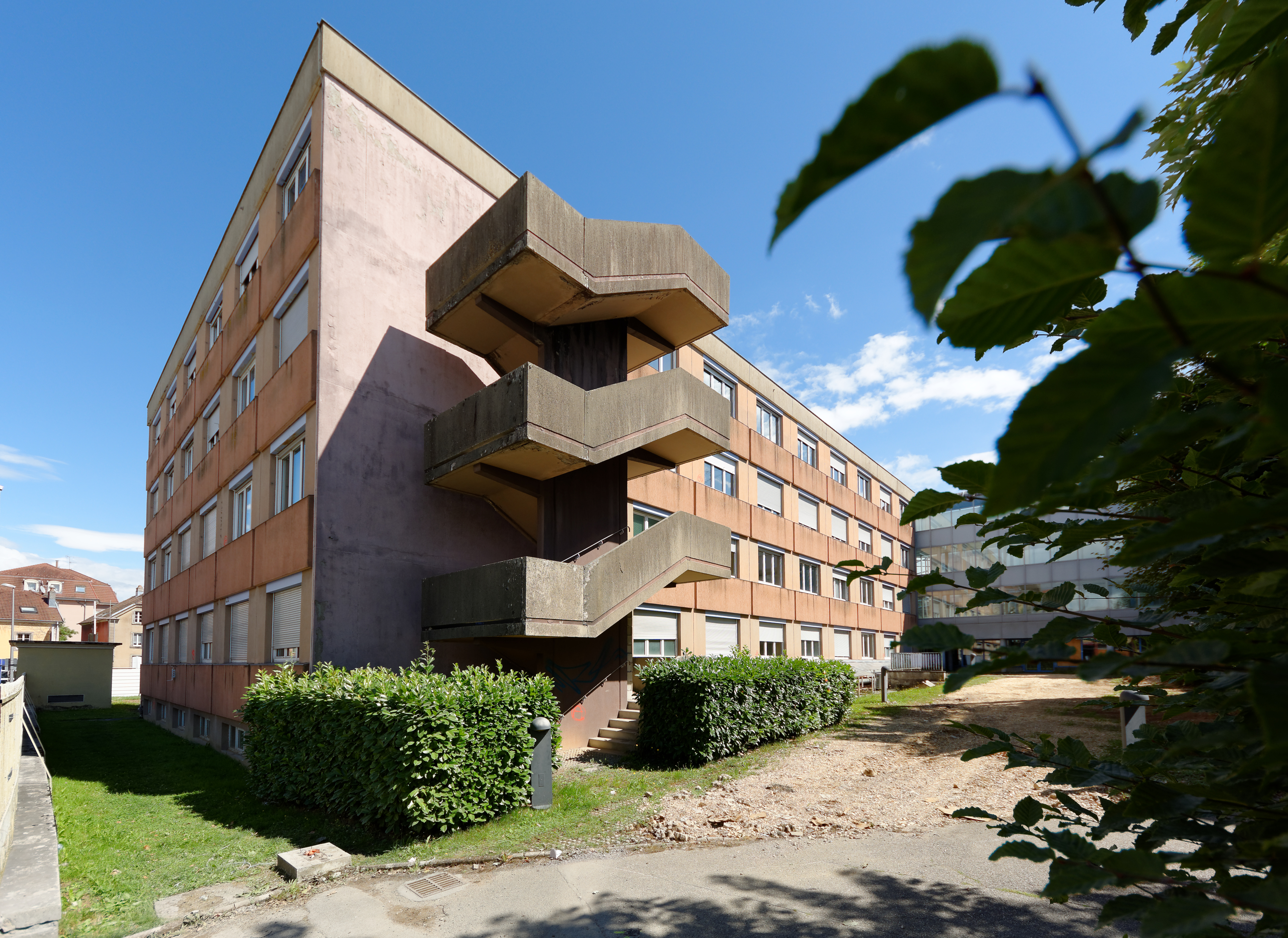
Bâtiment H depuis la rue Saint-Antoine.
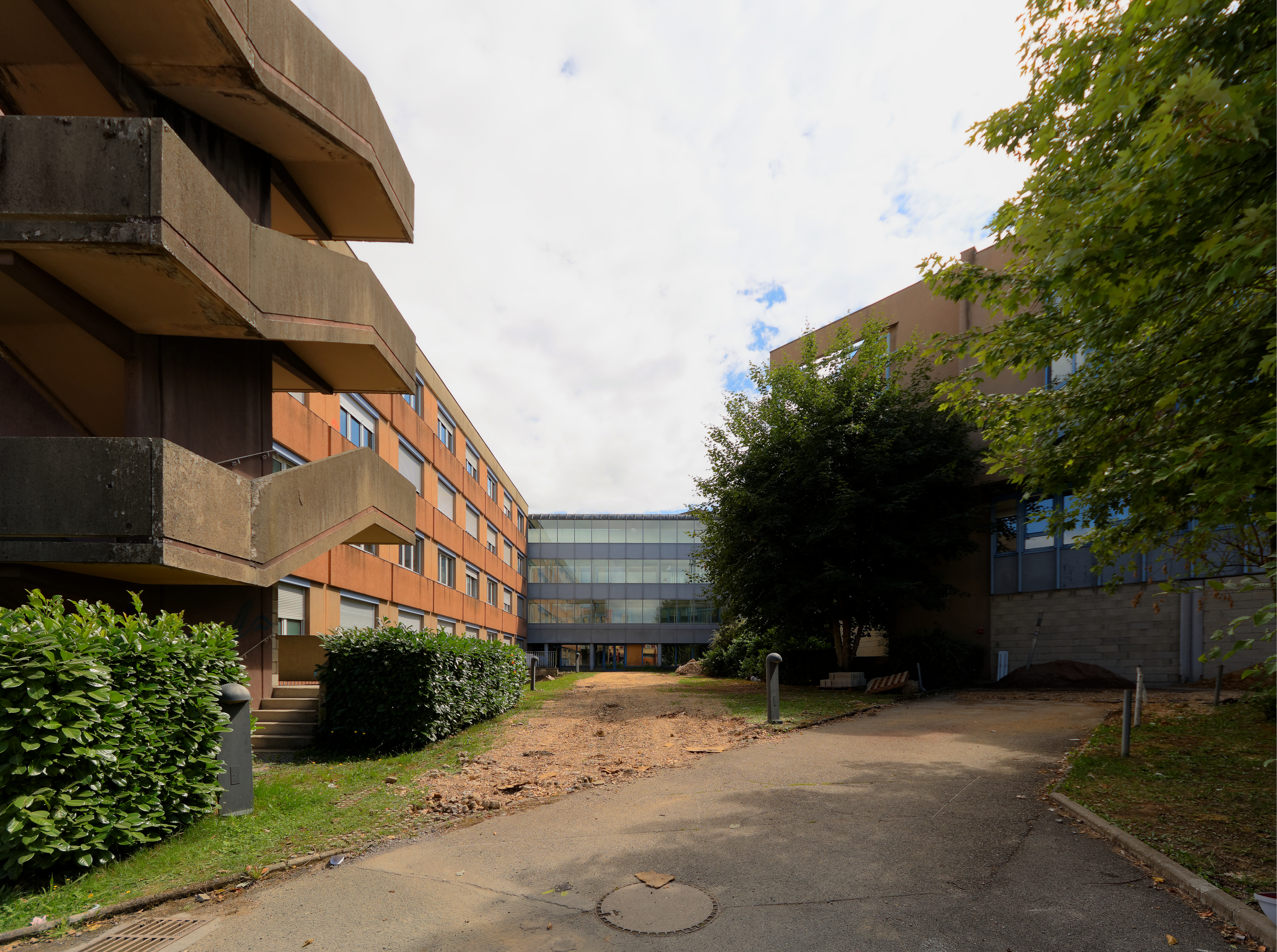
Le bâtiment H à gauche et le bâtiment A à droite.

Dans les années 2000, un nouveau bâtiment (C) est construit contre le plateau technique pour accueillir les urgences, la chirurgie et la gynécologie. Il est inauguré le 14 janvier 2005.

Le bâtiment (C) de 2005.
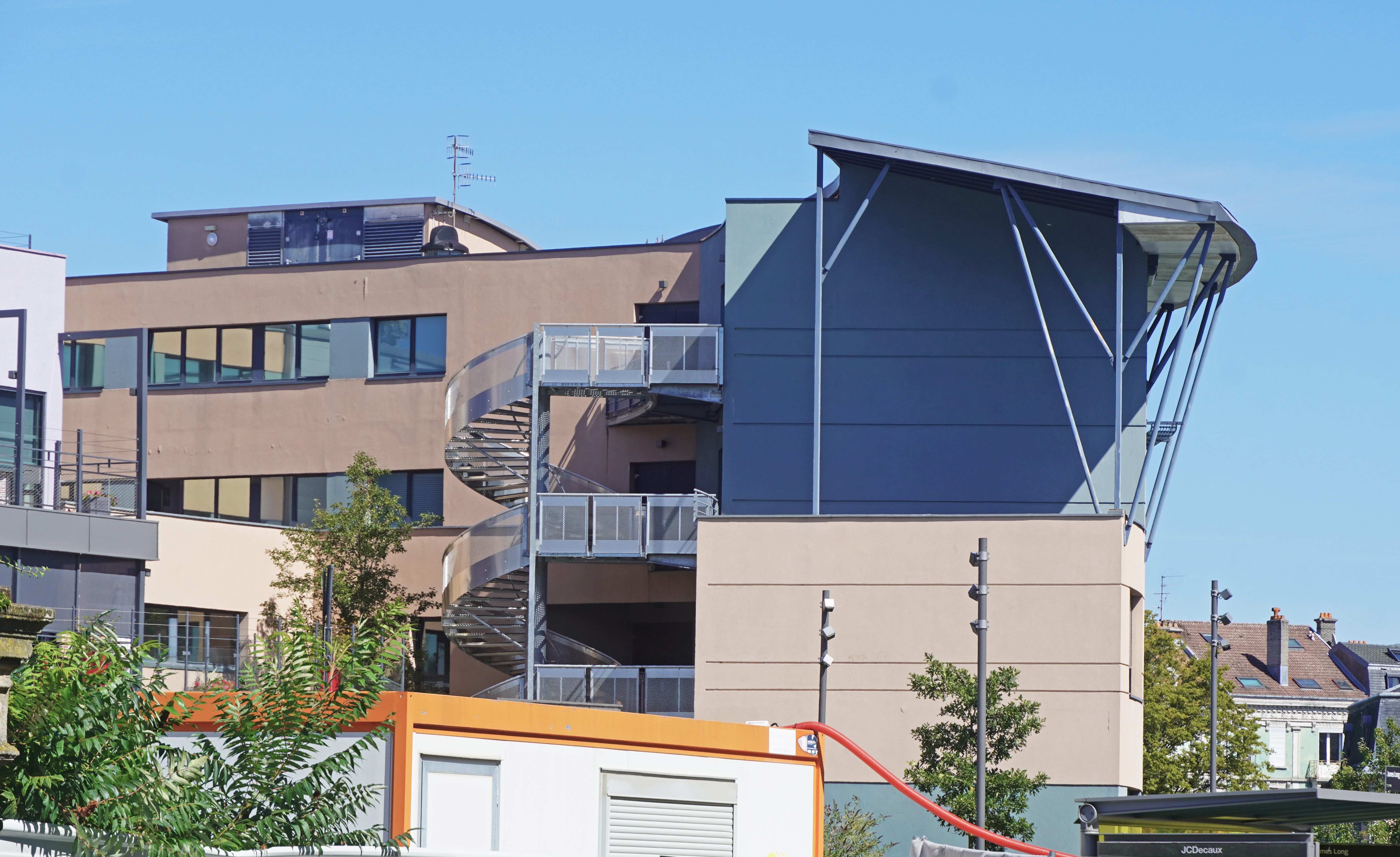
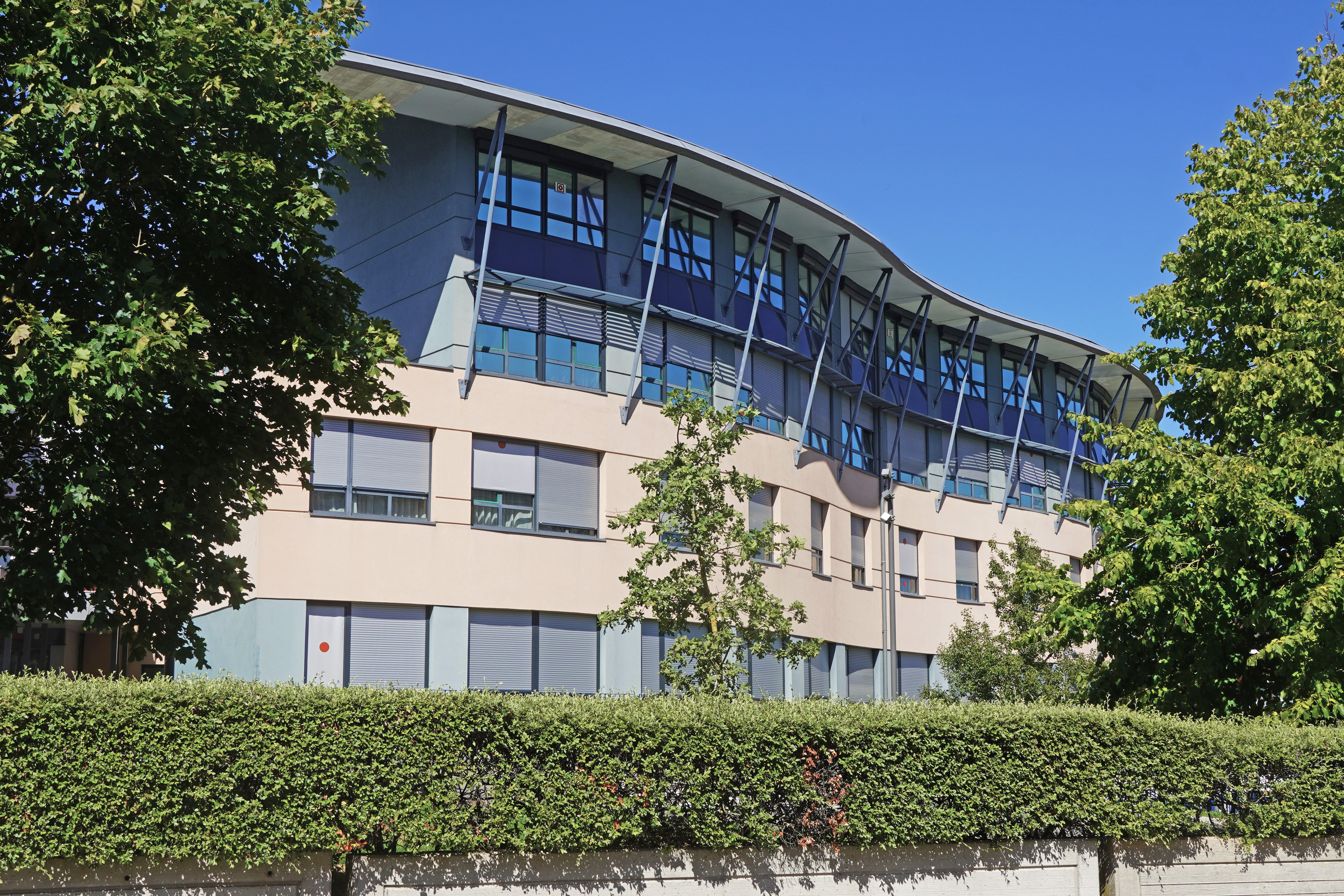
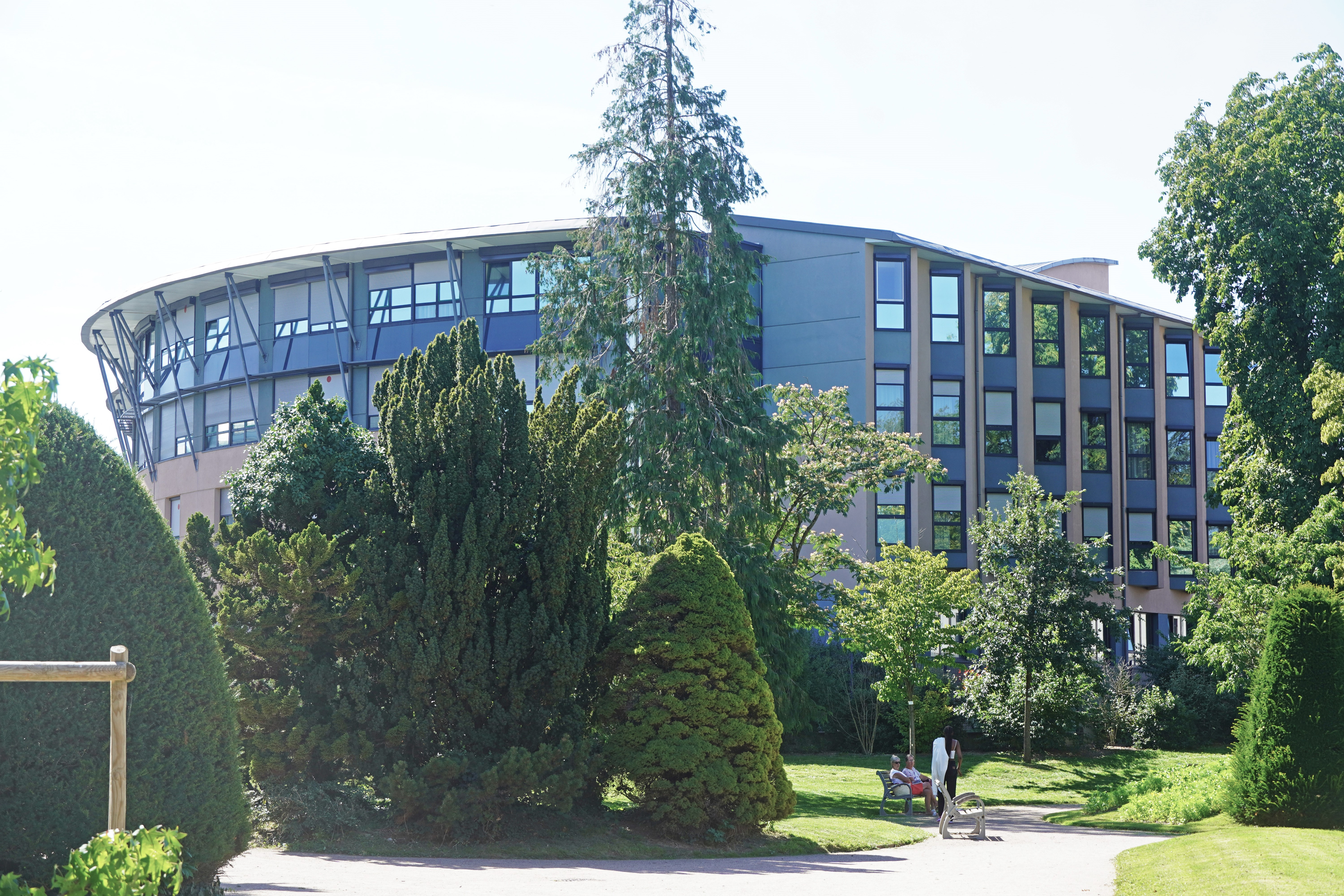

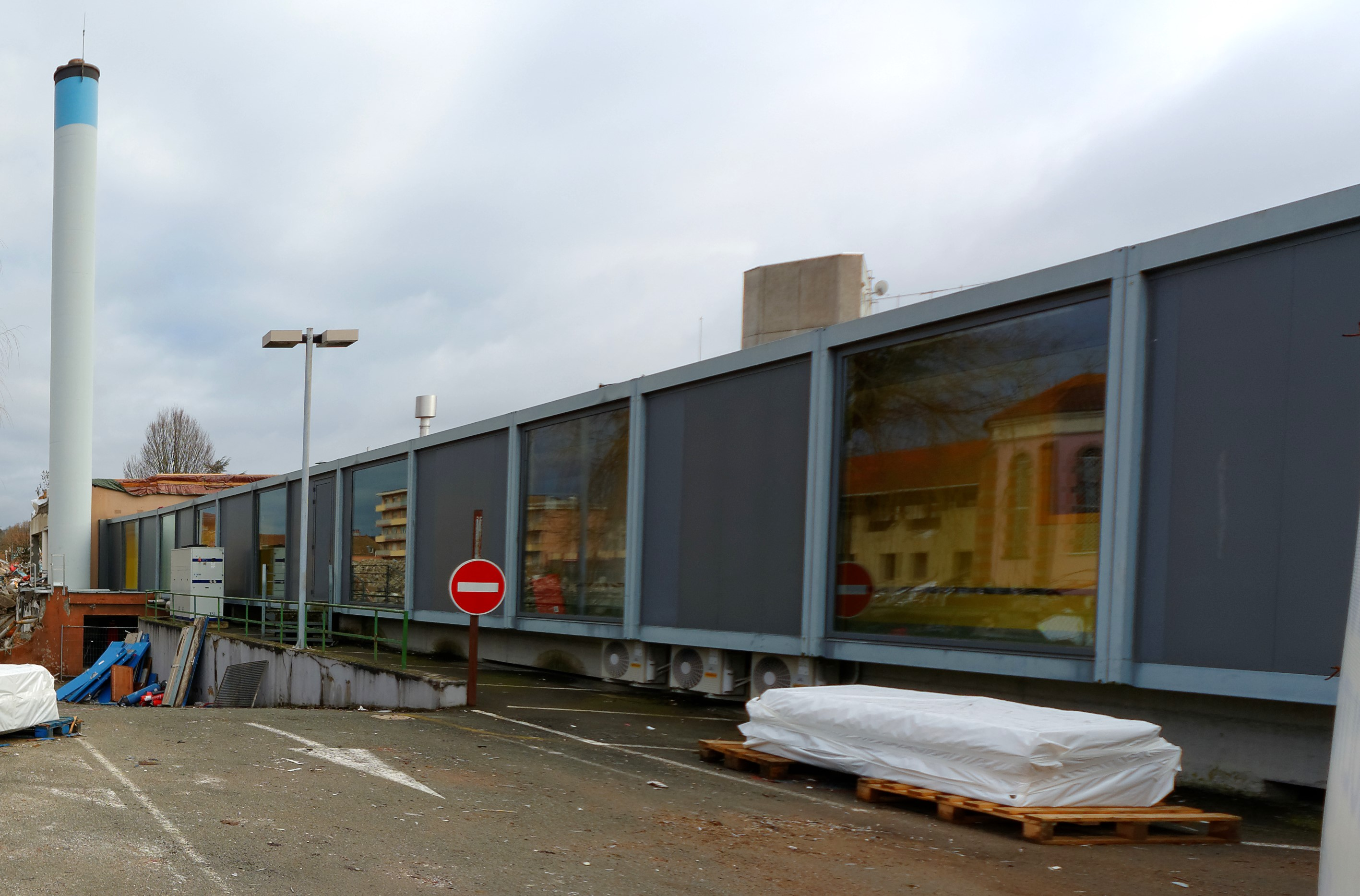
Le bâtiment T en 2019, après la démolition des bâtiments qui l'entouraient.

Un autre bâtiment plus petit (T) est ajouté en 2006 près du grand bâtiment des années 1960 pur accueillir une IRM,. Les patients devaient auparavant se rendre à l'hôpital de Montbéliard, équipé depuis octobre 1994.

Carte de l'hôpital de Belfort avec les aménagements successifs.

Dans les années 2010 un nouvel hôpital est construit à Trévenans pour remplacer l'hôpital de Belfort et le celui de Montbéliard. Les services administratifs et techniques sont les premiers à déménager entre le 12 et le 16 décembre 2016 puis les services médicaux entre janvier et mars 2017,. Les urgences sont fermées le soir du 31 janvier à minuit et les patients du Territoire de Belfort sont temporairement accueillis à Montbéliard pendant une quatorzaine d'heures, le temps que le site de Trévenans soit ouvert. Les deux maternités, les urgences gynécologiques et pédiatriques sont transférées par étapes entre le 19 et le 21 février sur le nouveau site de Trévenans. Les urgences gynécologiques et pédiatriques ferment d'abord à Montbéliard et c'est l'hôpital de Belfort qui assure temporairement le relais.
Désaffecté en mars 2017, l'hôpital est démoli par grignotage entre l'été 2017 et le début 2019,. Des habitants regrettent la démolition du pavillon Levy-Gründwald, emblématique de la partie la plus ancienne de l'hôpital.

La démolition.
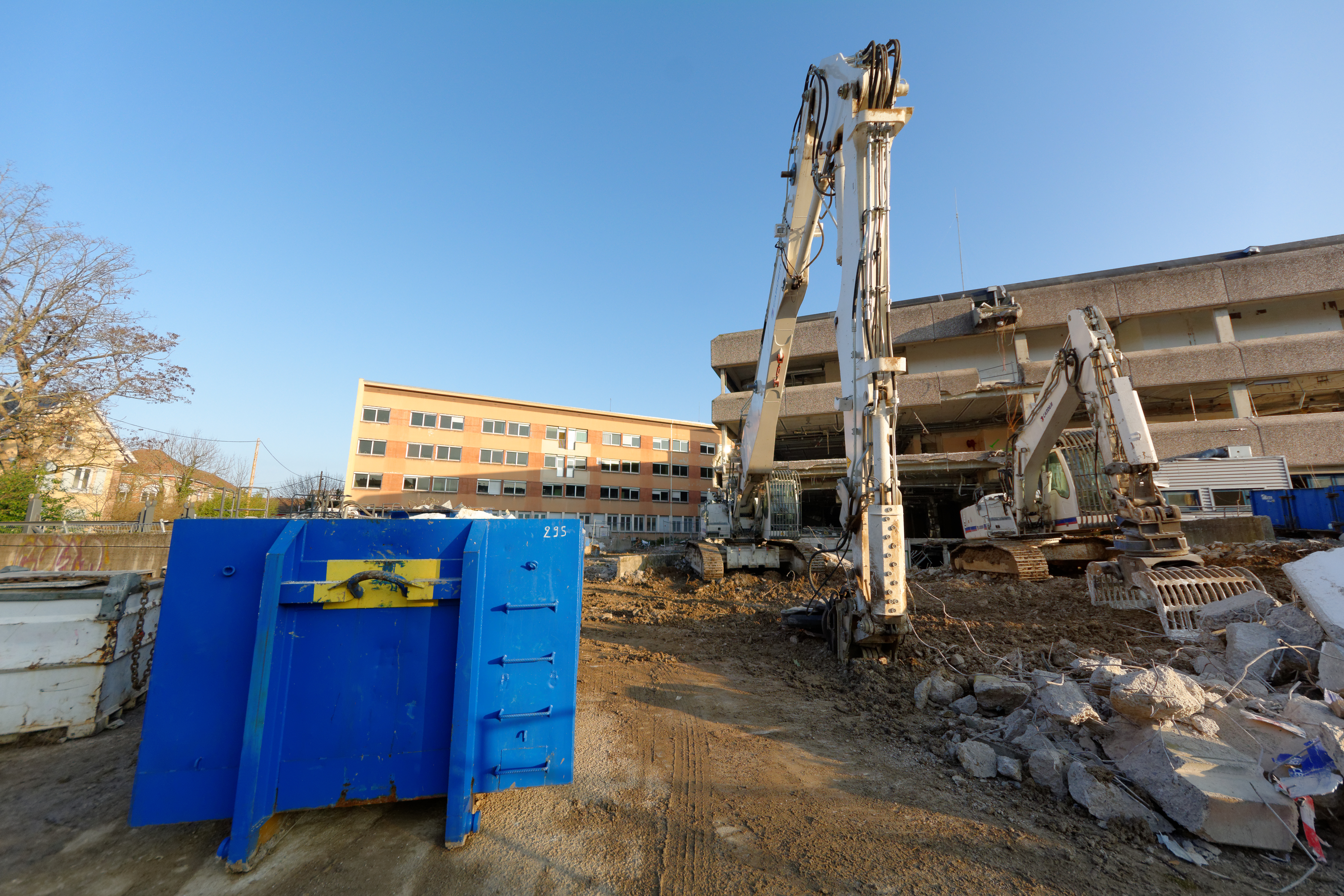
Bâtiments D et I.
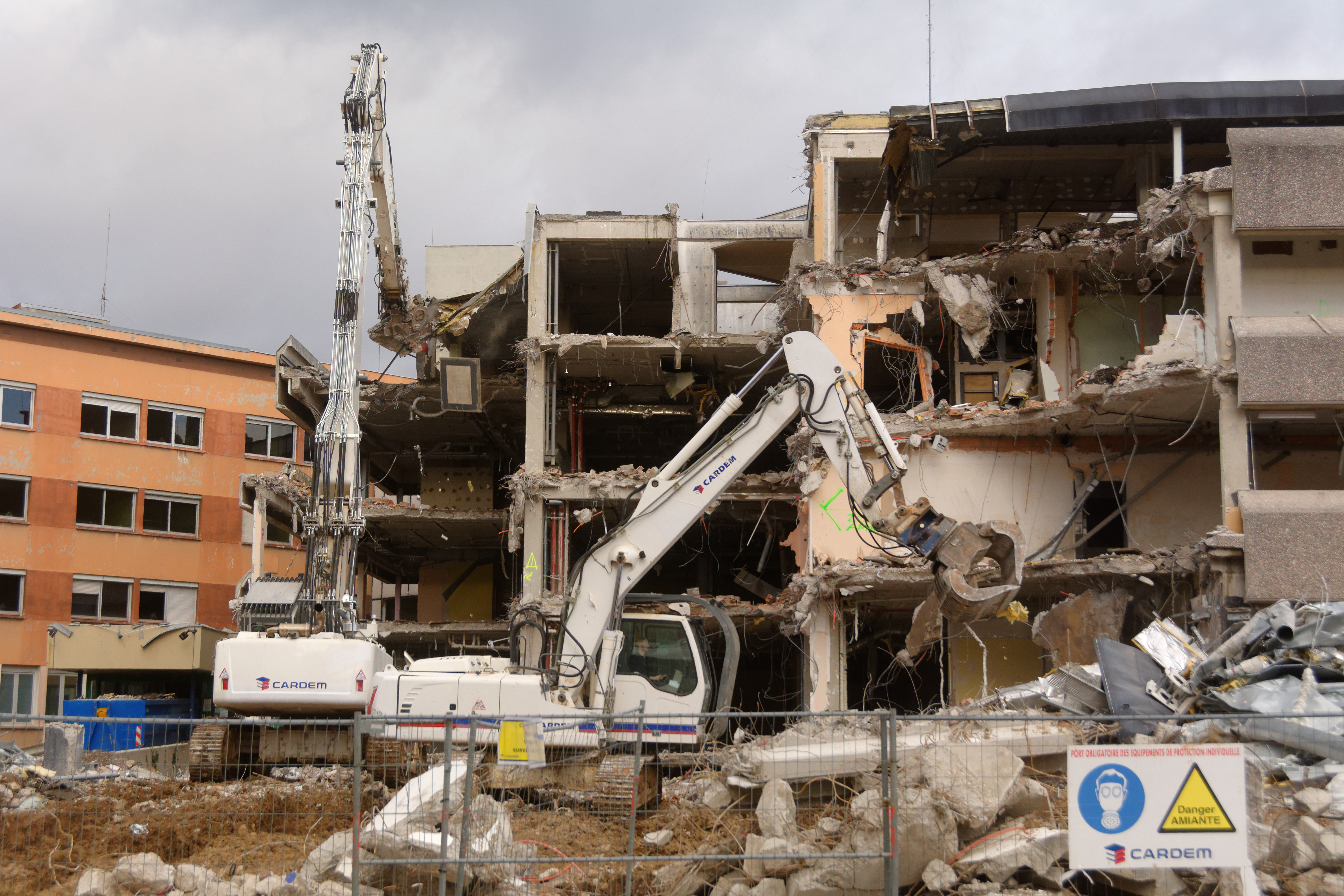
Bâtiment I.
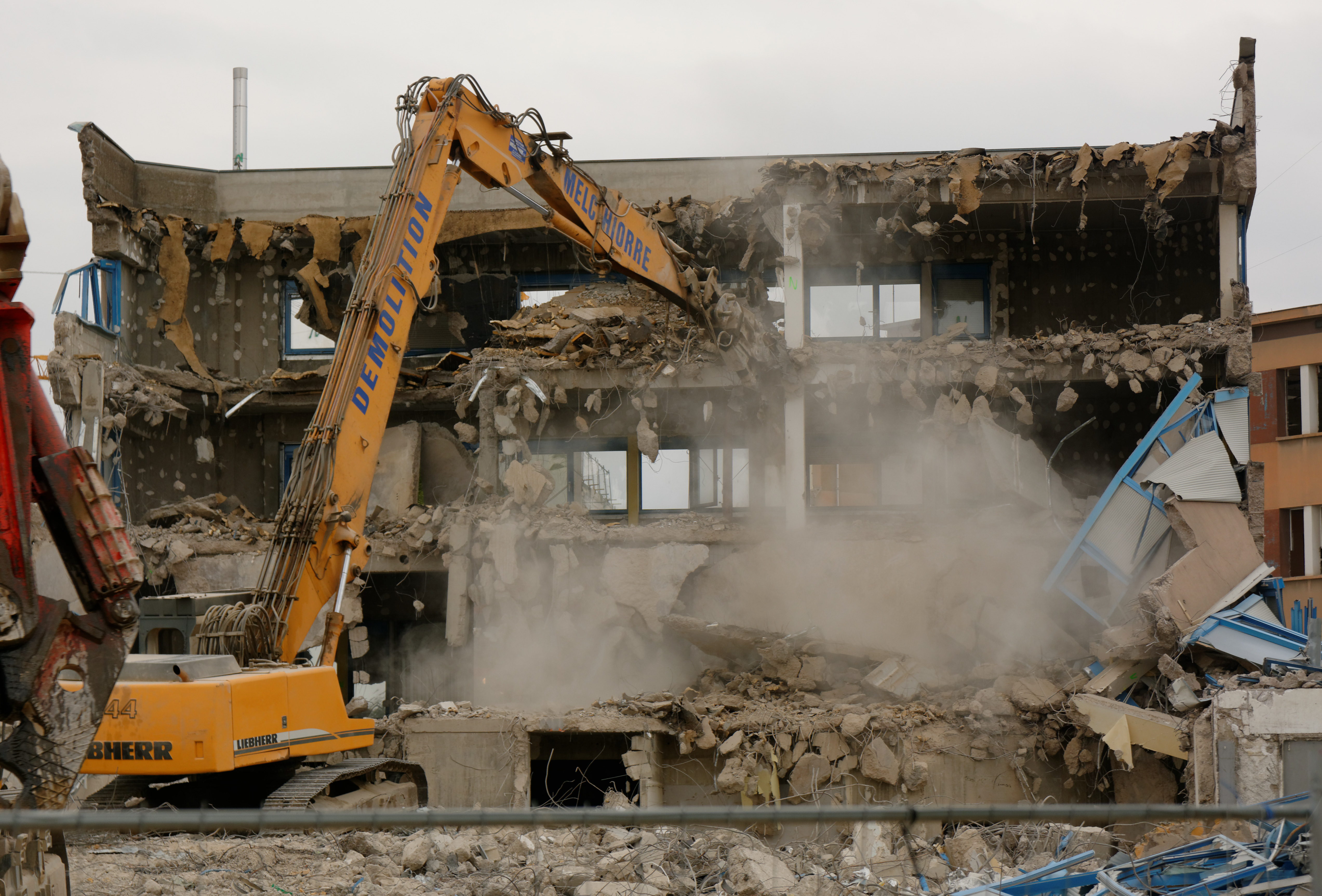
Bâtiment A.

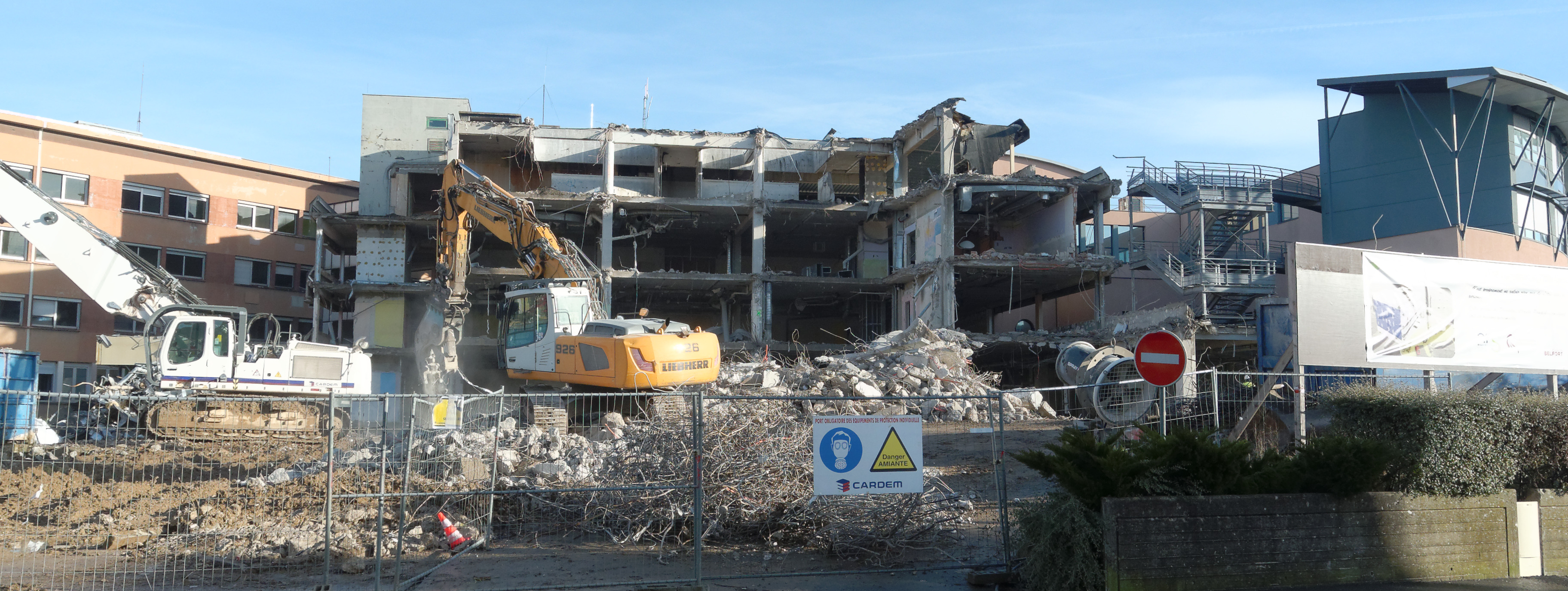
De gauche à droite : bâtiments D, I et C.
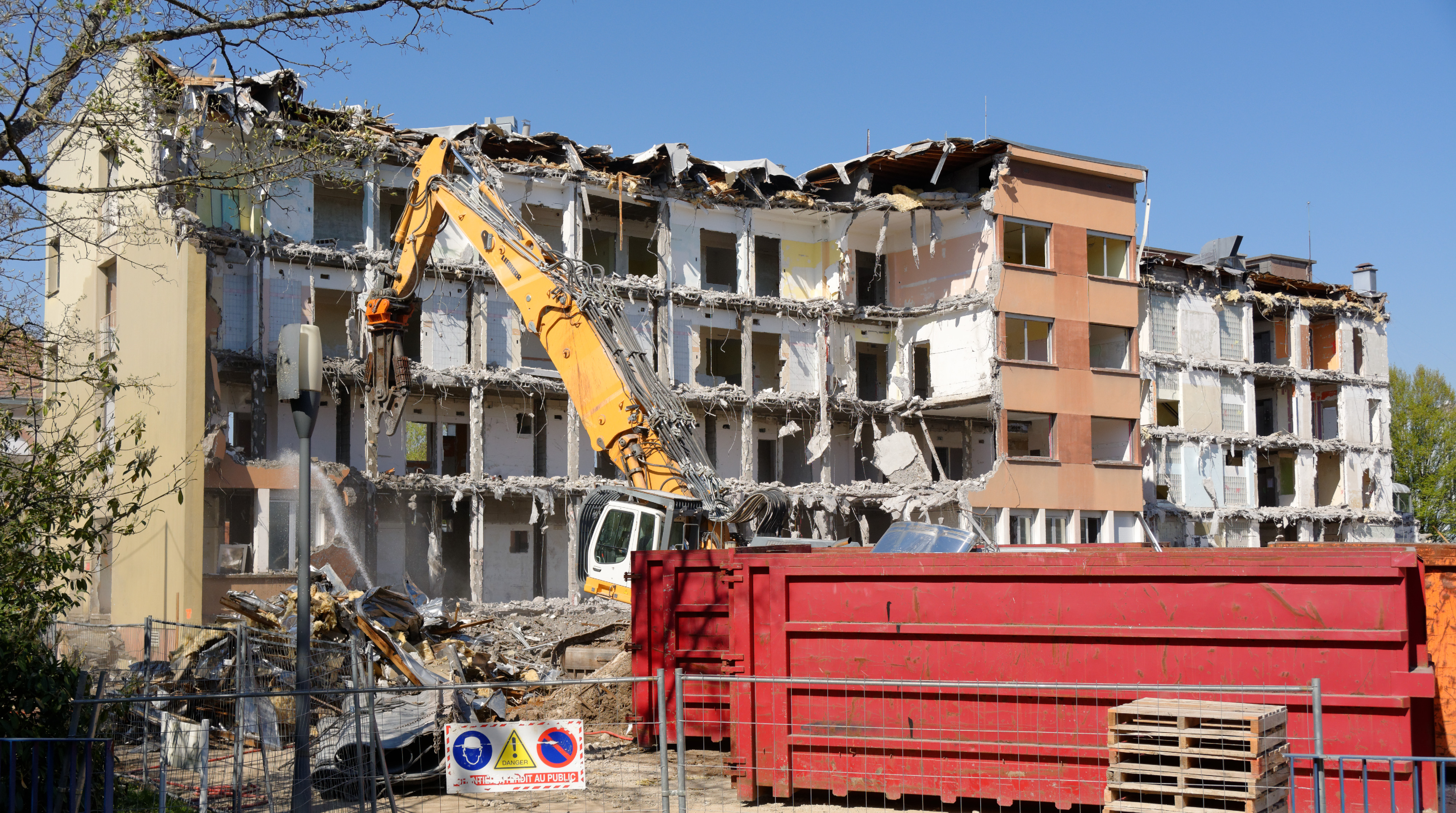
Le bâtiment D complètement éventré.

L'ancien IRM de l'hôpital de Belfort est transféré au centre d'imagerie médicale de Bavilliers.
Après 2018, le site de l'hôpital accueille de nouveaux projets immobiliers : plus de 300 logements dont une résidence sénior de 119 logements, une salle d'exposition de 560 m2, un pôle gérontologique avec unité de soins Alzheimer de 75 lits,,.

La reconversion immobilières en 2023.
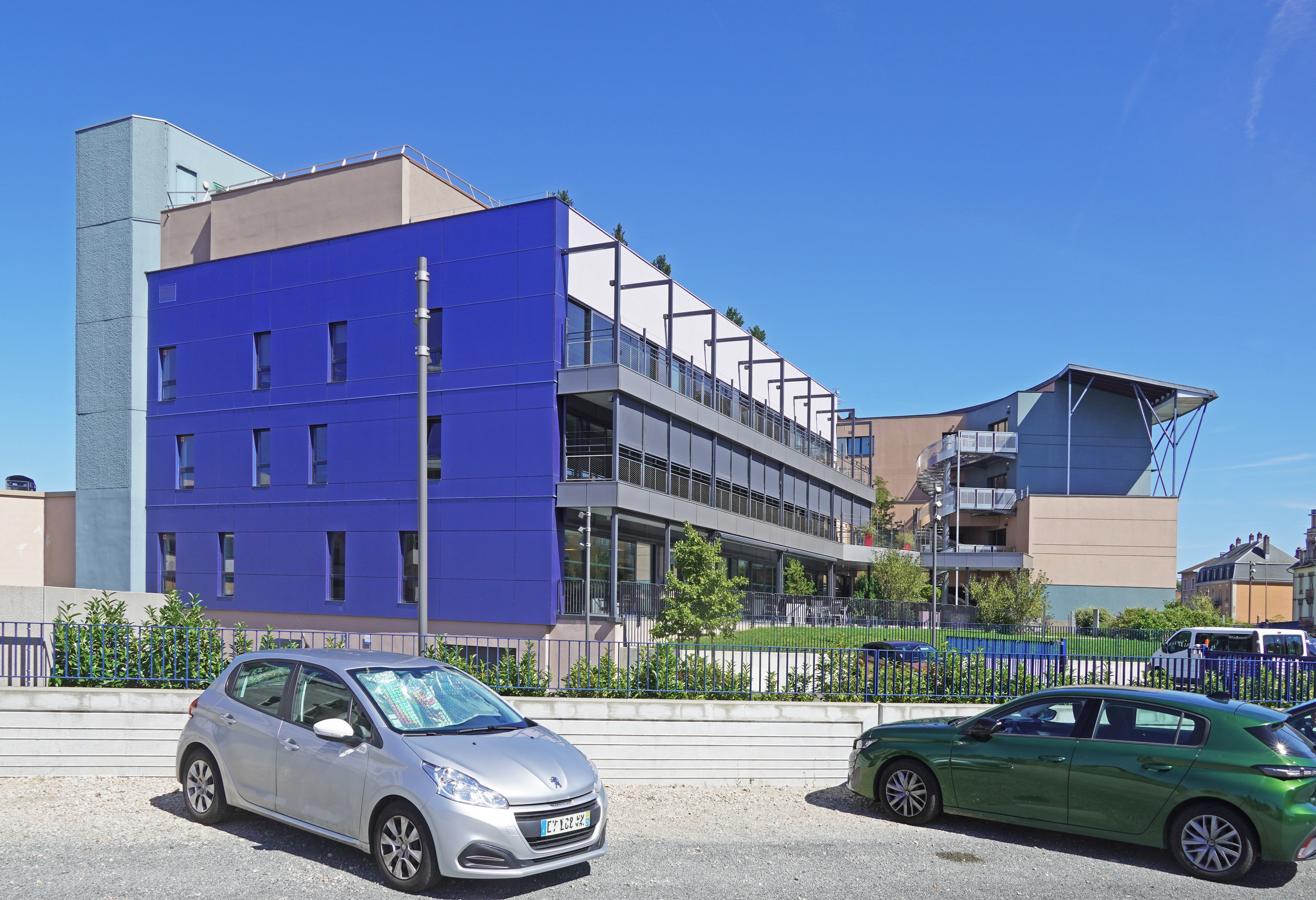
Pôle gérontologique (EHPAD « des bons enfants »).
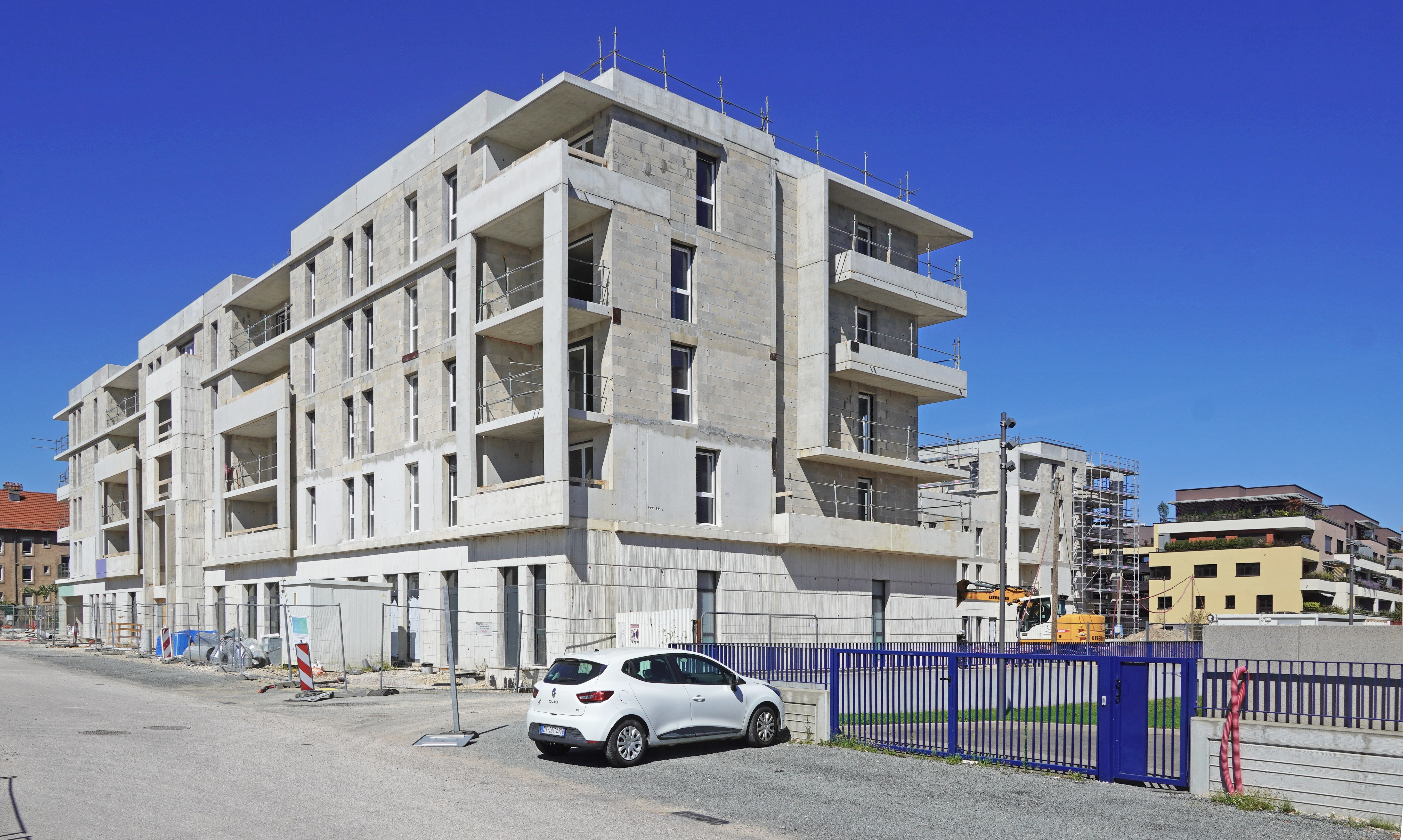
Immeuble en construction.
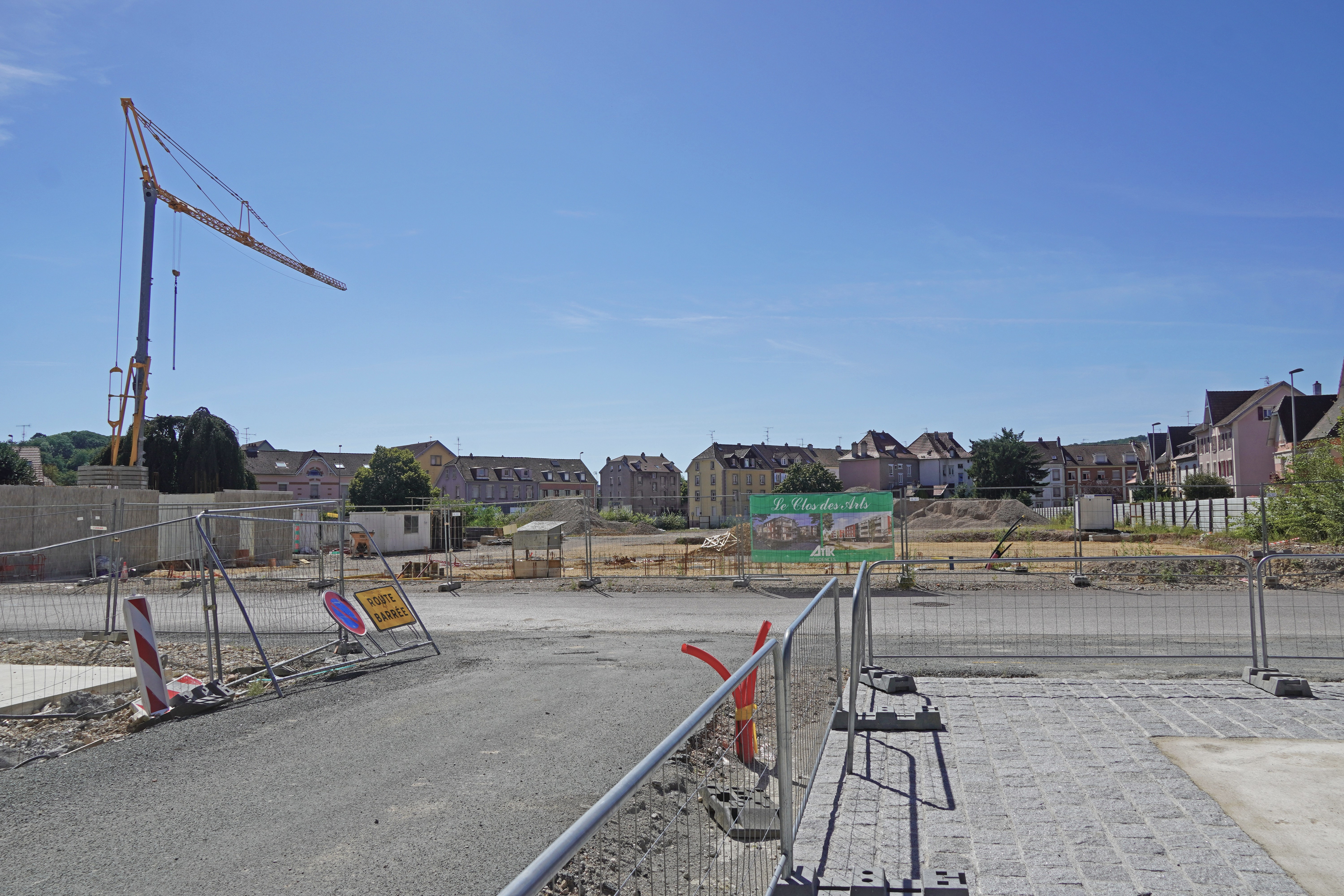
Espace vide en cours d'aménagement.
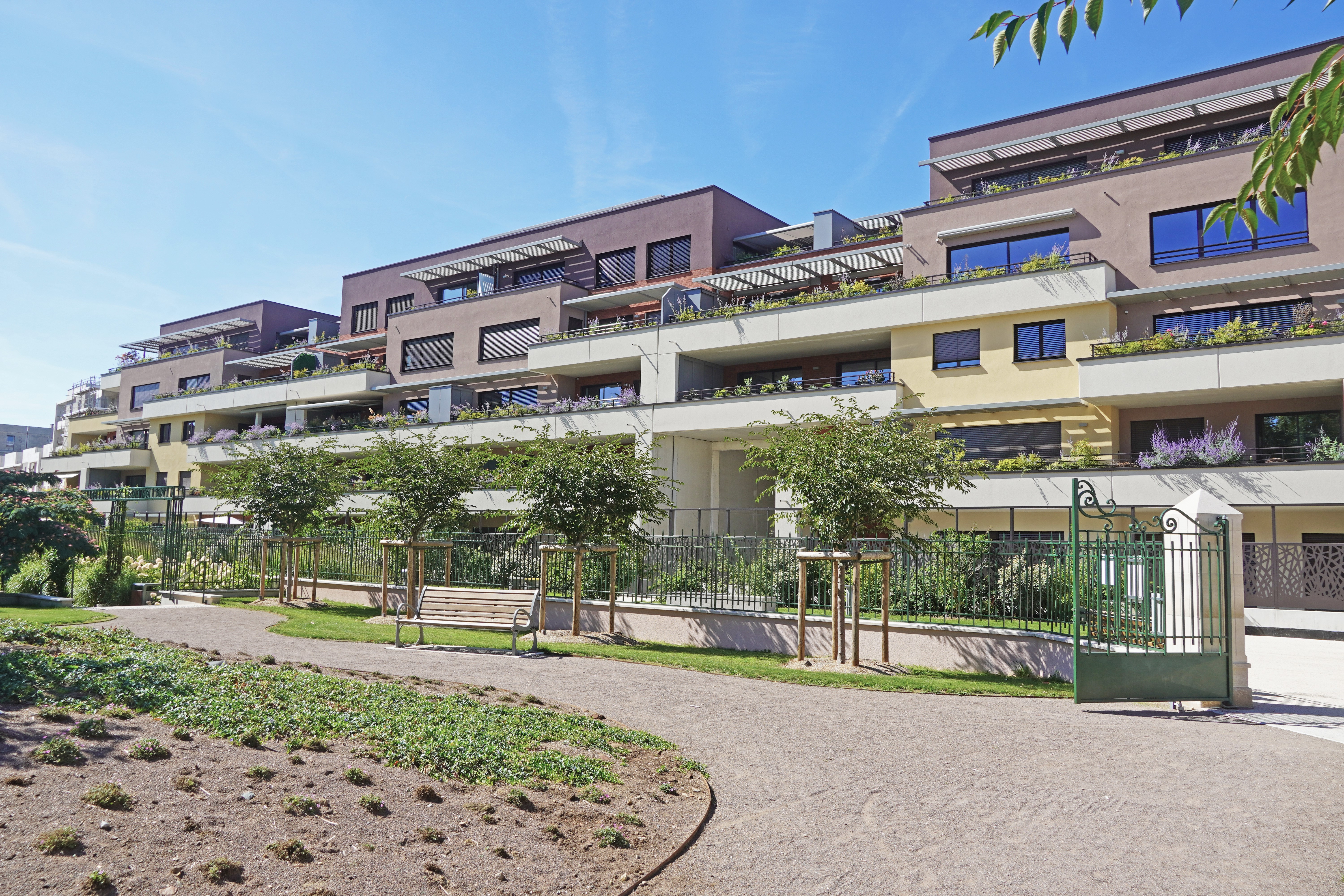
Logements terminés.

### Hôpital de Trévenans (depuis 2017)
En 2004, il est décidé de remplacer les deux hôpitaux de Belfort et de Montbéliard par un site unique « médian », implanté à Trévenans qui ouvre ses portes en janvier 2017, entraînant la fermeture des deux autres hôpitaux au mois de mars suivant, après le transfert progressif de tous les services,.

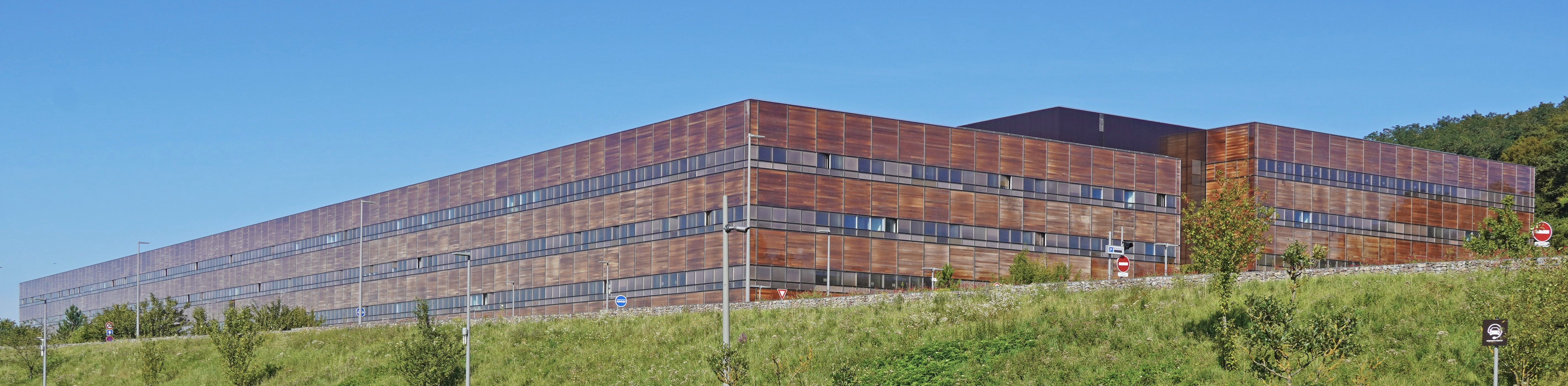
Vue générale du bâtiment principal de l'hôpital de Trévenans.

## Spécialités
Avant sa fermeture, le centre hospitalier de Belfort possède des services de médecine générale, de chirurgie, d'obstétrique d'une maternité ainsi que des services spécialisés, notamment en pédiatrie, oncologie, diabéto-endocrinologie pneumologie, gastroentérologie, ORL et OPH.
En imagerie médicale, l'hôpital est doté d’un scanner et d’une IRM. En matériel médical de pointe, il est équipé, d'un accélérateur de particules, un laser Excimer, angioplastie et coronarographie.

Carte de l'hôpital de Belfort avec les principaux services, :
A bâtiment de médecine (gastroentérologie / diabétologie
pneumologie / médecine interne / pédiatrie) anesthésie / douleur ;
B biomédical et administration ;
C chirurgie - urgences ;
D maternité - ophtalmologie - chirurgie ambulatoire - unité de surveillance continue - unité de gériatrie aiguë - pharmacie ;
E travaux - informatique - médecine du travail ;
H bâtiment de médecine (maladies infectieuses / rhumatologie / cardiologie / stomatologie / ORL) - hôpital de semaine - rééducation fonctionnelle ;
I plateau technique - réanimation - unité médicalisée d'accueil ;
J laboratoires de biologie médicale ;
K pavillon Lévy-Grünwald (équipe mobile de soins palliatifs / service social / Pass’relle) ;
L cuisine ;
M syndicats - diététique ;
N chapelle ;
O laboratoire d'anatomie pathologique - morgue ;
P sécurité ;
R logement direction ;
T imagerie médicale (IRM) ;

## Fréquentation et personnel
Au milieu des années 2010, l'hôpital de Belfort accueille annuellement 100 000 patients en consultations, 50 000 passages aux urgences, 40 000 hospitalisations qui induisent le double de visites et 2 000 naissances pour la maternité.
Le site, situé en centre-ville emploie 1 743 agents hospitaliers.

## Vestiges

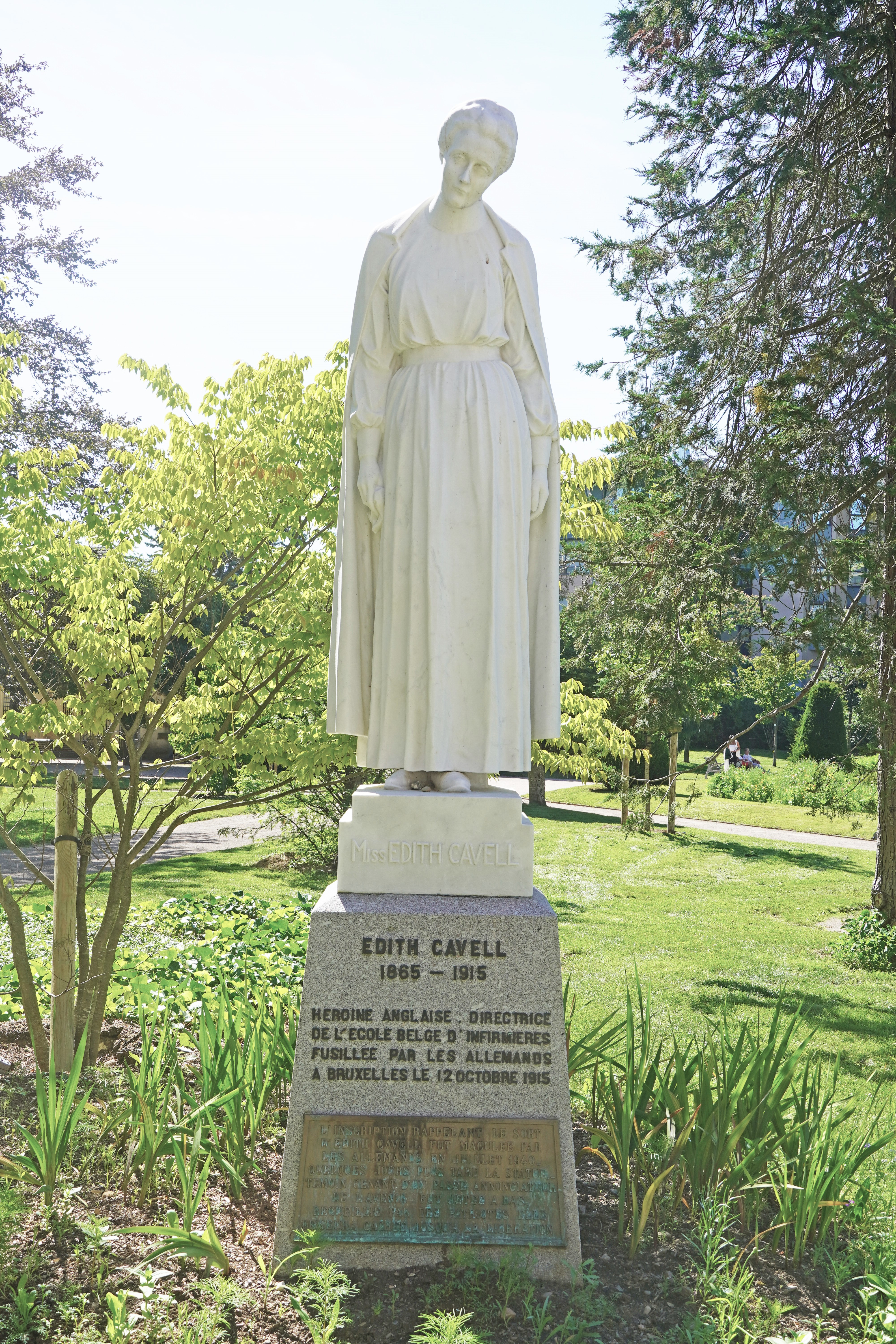
Statue d'Edith Cavell dans le square Lechten.

Il subsiste plusieurs vestiges du centre hospitalier de Belfort : la chapelle Saint-Antoine conservée à la demande du diocèse de Belfort-Montbéliard, rénovée, la grille en fer forgé de la maison du directeur et un bâtiment en forme de vague, de 2005 est rénové, l'EHPAD « des bons enfants »,.
La statue d'Edith Cavell (1865-1915), infirmière britannique fusillée par les Allemands pour avoir permis l'évasion de centaines de soldats alliés, qui trônait devant le pavillon Levy-Gründwald a été retirée en juin 2017 pour être préservée,. Sculptée en 1919 par Hippolyte Lefebvre dans 1,7 tonne de marbre blanc, elle est offerte par l’État à la ville de Belfort en 1925. Après sa restauration elle est installée au square Lechten.

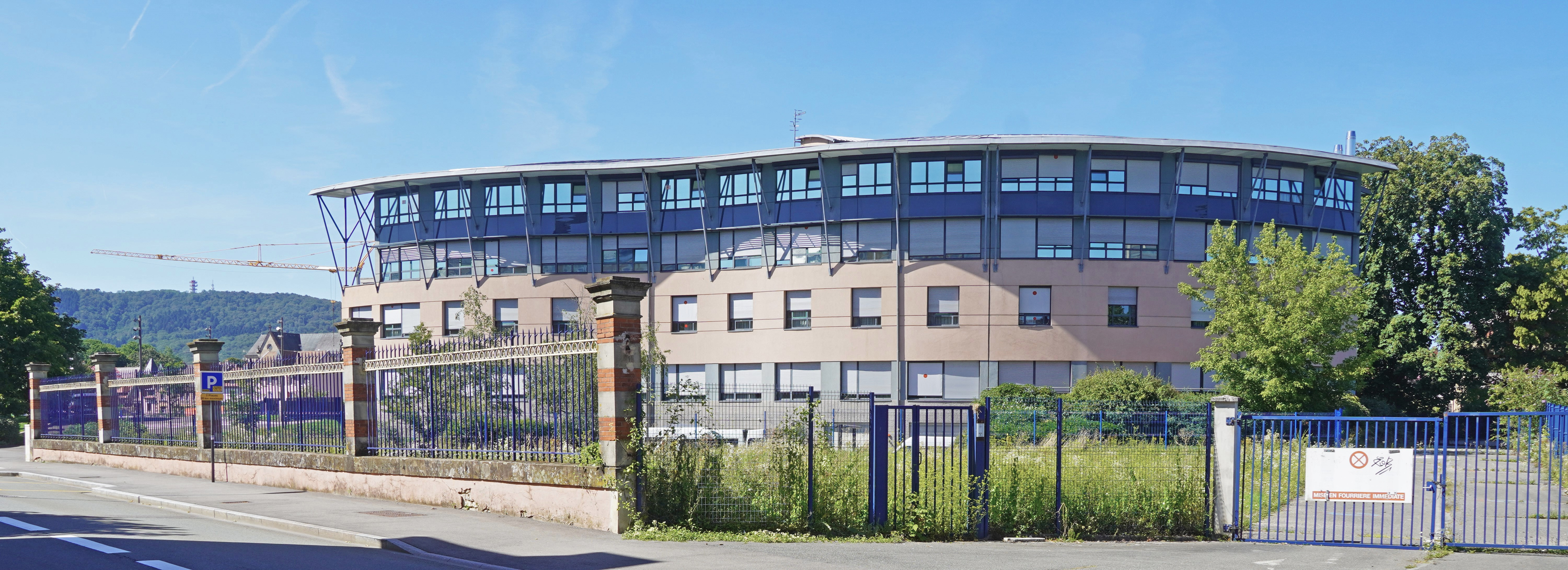
Le bâtiment (C) de chirurgie inauguré en 2005 et des grilles anciennes.
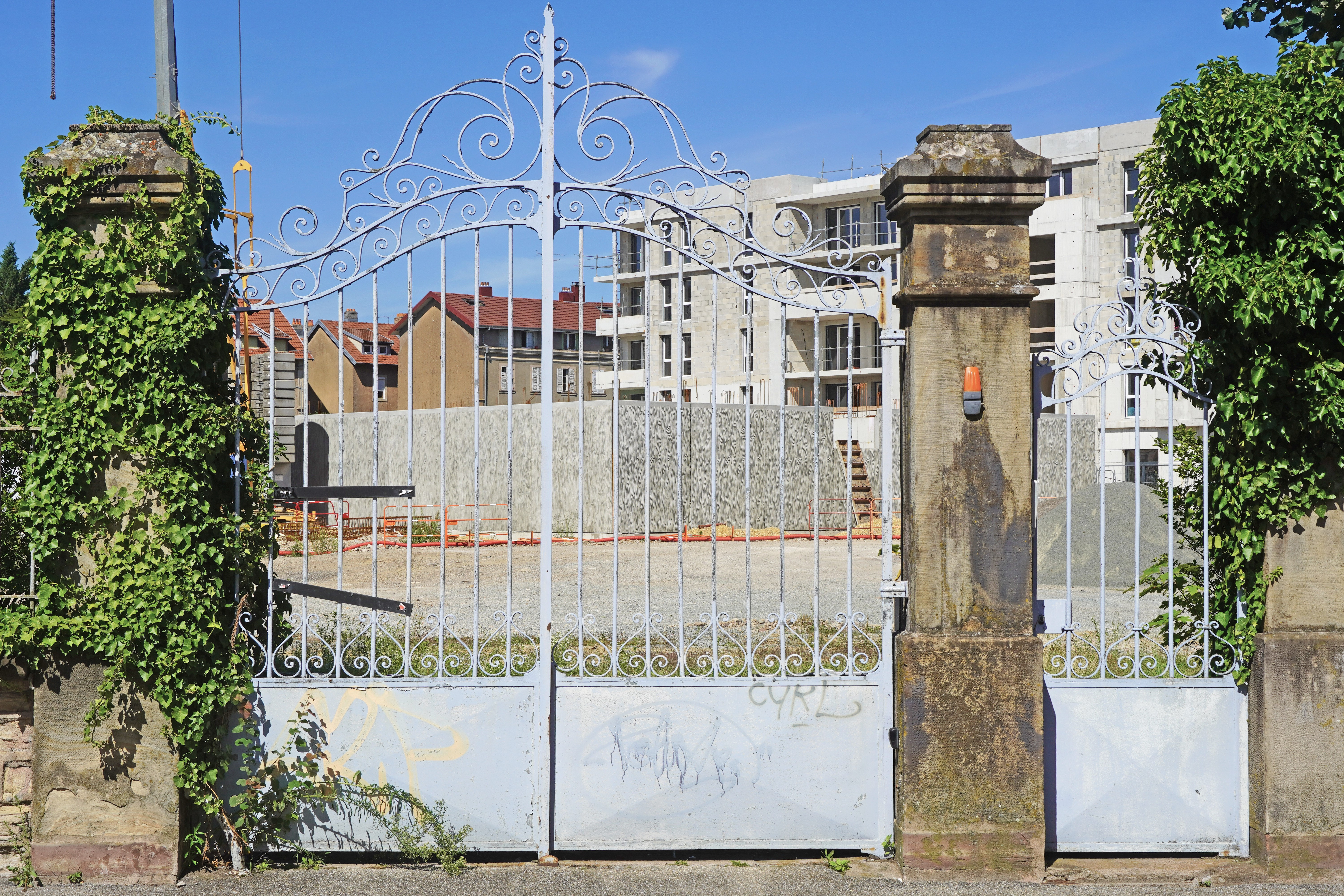
Ancien portail de la maison du directeur (bâtiment R).

La chapelle Saint-Antoine.
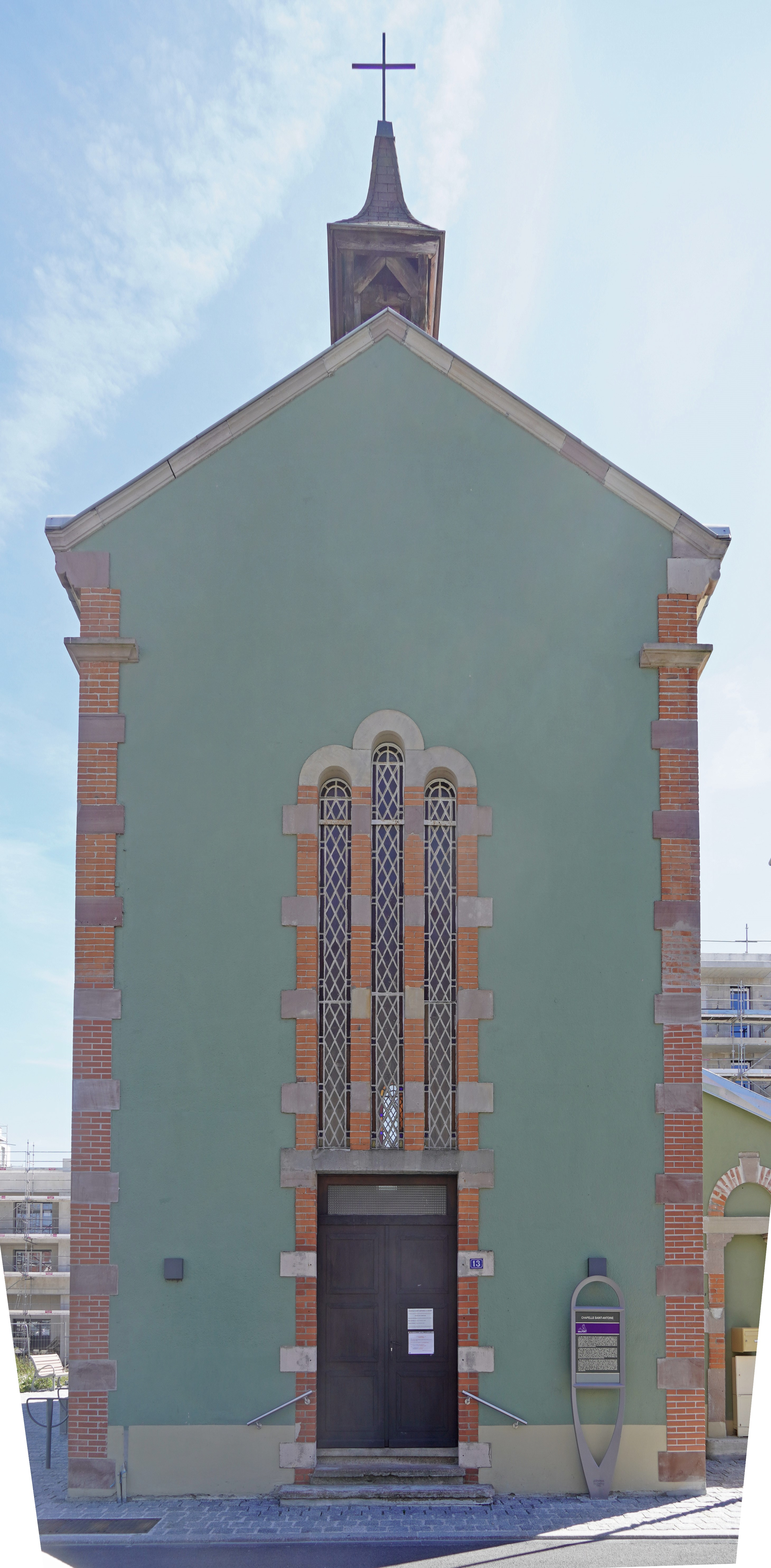
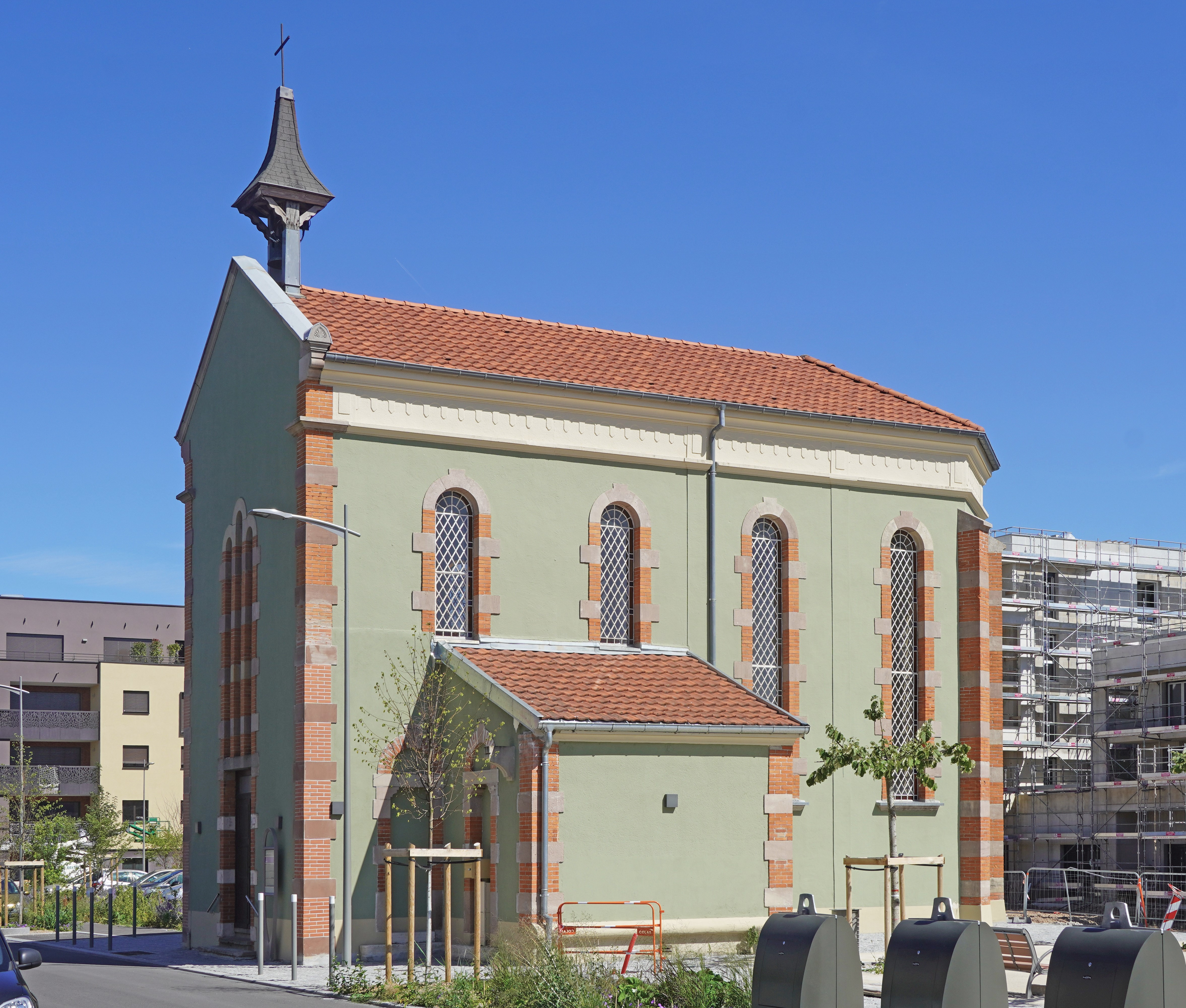
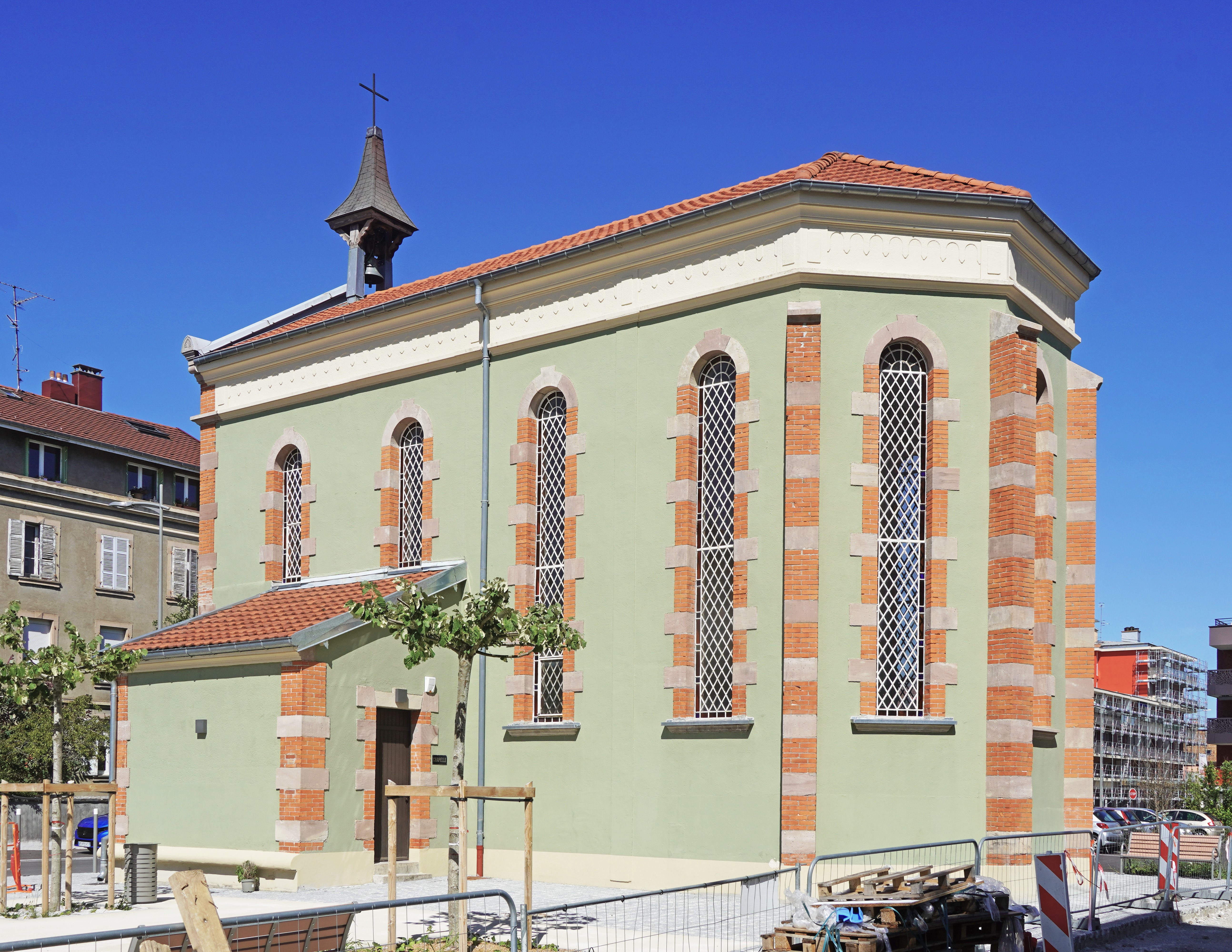
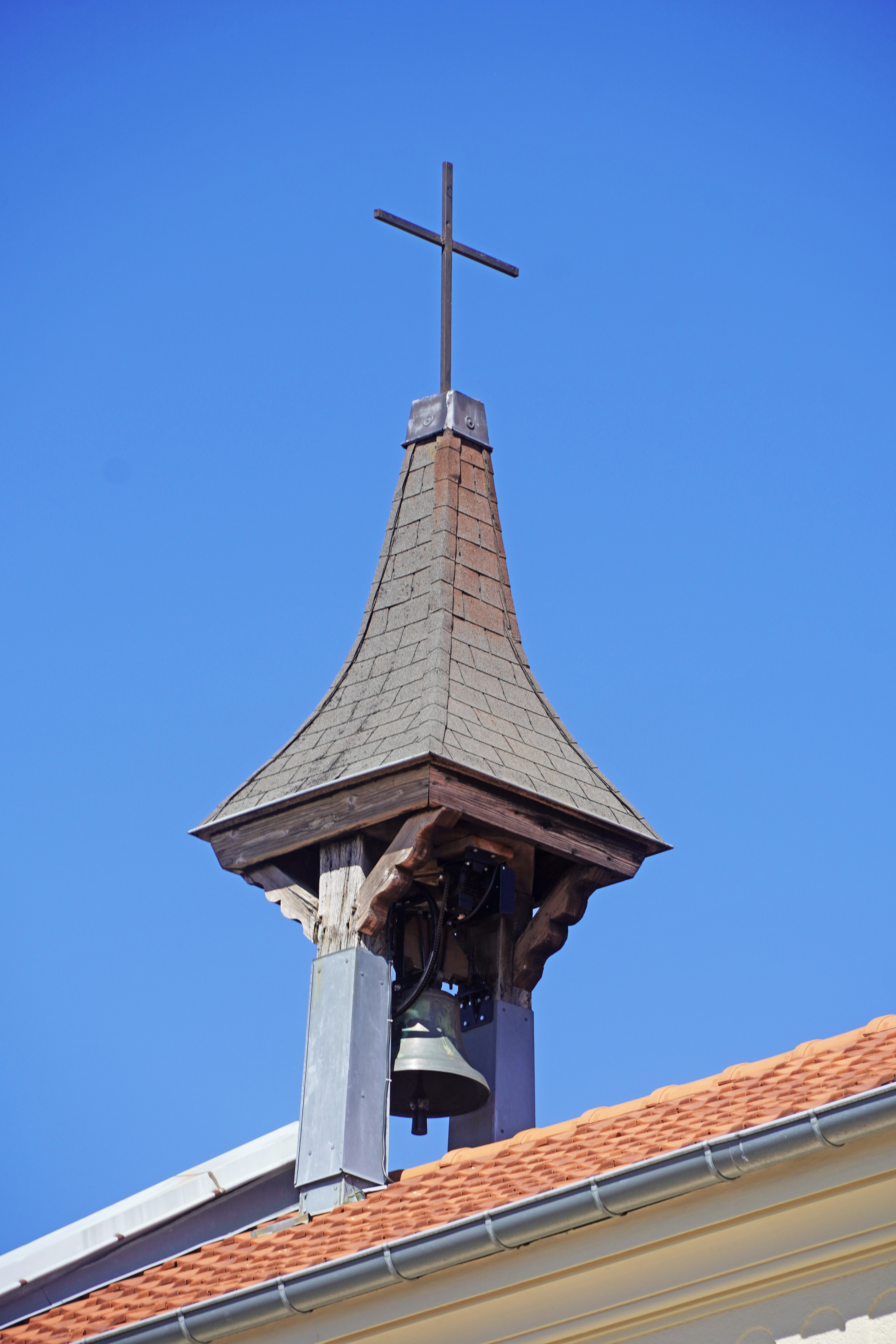
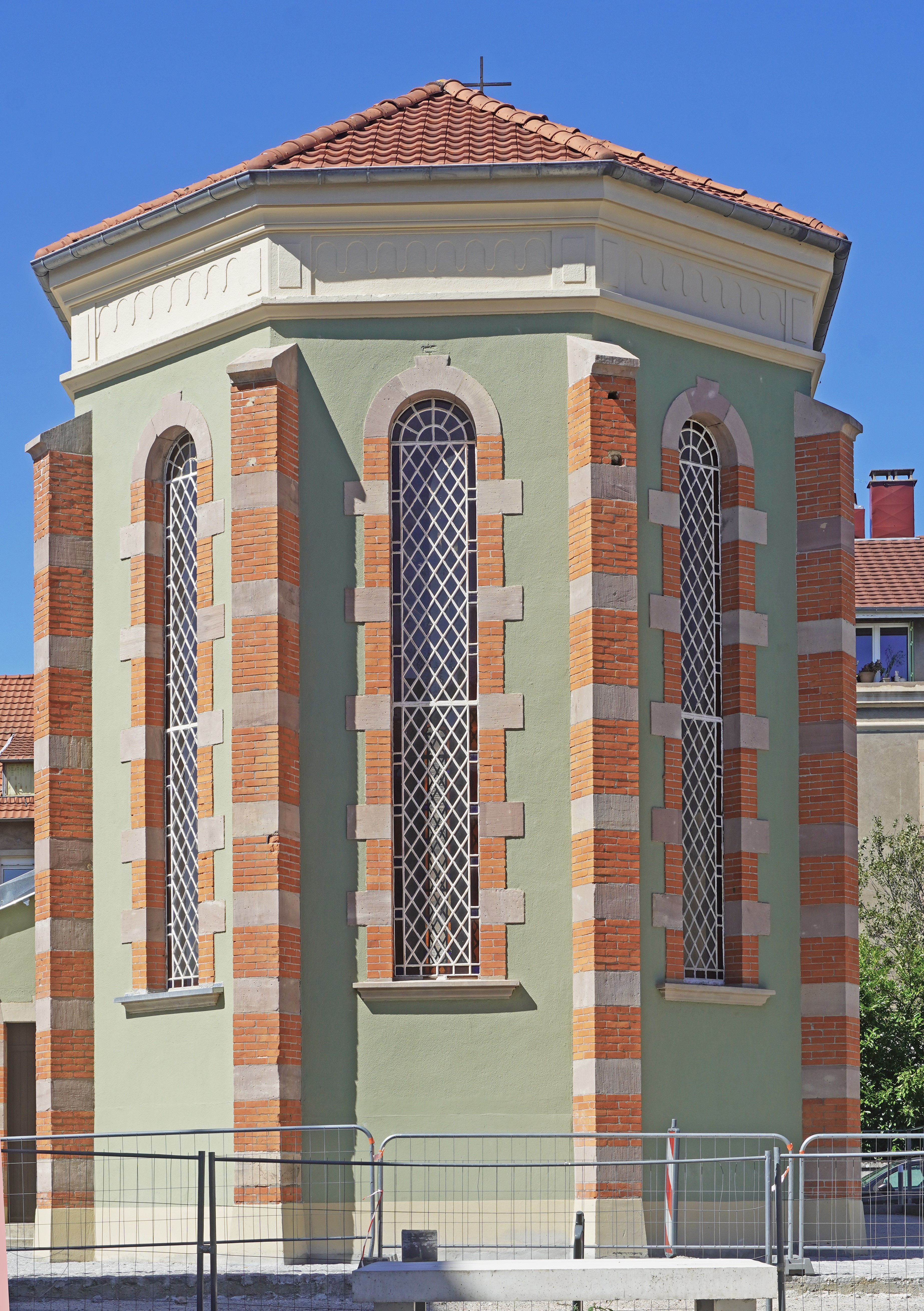